# Venezuela
République bolivarienne du Venezuela
(es) República Bolivariana de Venezuela  
Le Venezuela, ou Vénézuéla,,, ([venezɥela],  ; en espagnol : [beneˈswela] ), en forme longue la république bolivarienne du Venezuela ou république bolivarienne du Vénézuéla, en espagnol República Bolivariana de Venezuela, nom officiel en l'honneur de Simón Bolívar, est une république fédérale située dans la partie la plus septentrionale de l'Amérique du Sud, bordé au nord par la mer des Caraïbes, à l'est-sud-est par le Guyana, au sud par le Brésil, au sud-ouest et à l'ouest par la Colombie.
La langue nationale du Venezuela est l'espagnol et sa capitale et principale métropole est Caracas. Le pays est majoritairement de religion catholique. Sa population est composée essentiellement de métis. Le Venezuela est une puissance énergétique majeure avec des réserves prouvées de 302 milliards de barils de pétrole, ce qui en fait le premier pays au monde dans le classement par réserves de pétrole prouvées devant l'Arabie saoudite, mais près des trois quarts de ces réserves (224 milliards de barils) sont des sables bitumineux, dont l'exploitation est malaisée et très polluante.
Le pays est riche de bien d'autres matières premières – gaz, ressources hydrauliques avec le barrage de Guri, le 4e plus important au monde, avec une puissance installée de quelque 10 200 MW – d'une importante diversité géographique et d'une mégadiversité remarquable. Sa devise est Dios y Federación (« Dieu et Fédération ») et son hymne le Gloria al Bravo Pueblo (« Gloire au peuple brave »).
Le Venezuela est un pays membre de l'ONU, de l'OPEP et de l'ALBA. Il est suspendu depuis décembre 2016 du Mercosur, dont il est membre de plein droit.

## Origine étymologique du nom

### Hypothèse d'une origine européenne
En 1499, une expédition menée par Amerigo Vespucci et Alonso de Ojeda explore cette région pour la première fois (côte nord-ouest). Elle découvre des indigènes (dont des Kalinago, des Arawaks et des Cumanagotos), vivant principalement d'agriculture et de chasse, installés le long de la côte, de la Cordillère des Andes et du fleuve Orénoque. Les maisons sur pilotis des Indiens du golfe de Maracaibo font penser à une petite Venise, Venezziola ou Venezuola, ce qui donne le nom du pays.
Le 3 août 1498, Christophe Colomb nomme Isla de Gracia (« Île de Grâce ») cette terre sur laquelle il débarque et qu'il prend pour une île, qu'il surnomme Tierra de Gracia (« Terre de Grâce ») lors de son troisième voyage, surnom qui est encore utilisé pour désigner le pays.

### Hypothèse d'une origine indigène
Une autre version affirme que le nom Venezuela a pour origine un vocable indigène. Une première preuve vient de Martín Fernández de Enciso, membre de l'expédition de Vespucci et Ojeda. Dans son livre Summa de Geografía édité en 1519, il affirme que l'expédition a rencontré une population indigène qui se nomme elle-même Veneçiuela, ce qui suggère que le nom Venezuela a pu dériver de ce nom local : « Desdel cabo de Sant Romá al cabo de Coquibacoa ay tres isleos en triángulo. Entre estos dos cabos se haze un golfo de mar en figura quadrada. E al cabo de Coquibacoa entra desde est golfo otro golfo pequeño en la tierra cuatro leguas. E al cabo del a cerca dela esta una peña grande que es llana encima della. Y encima de ella está un lugar d'casas de indios que se llama Veneçiuela. Esta en X grados. »
Une seconde preuve vient d'Antonio Vázquez de Espinosa, un moine espagnol, qui écrit dans son ouvrage Compendio y Descripcion de las Indias Occidentales (1629) : « Venezuela en la lengua natural de aquella tierra quiere decir Agua grande, por la gran laguna de Maracaibo que tiene en su distrito, como quien dice, la Provincia de la grande laguna. »

## Histoire
À l'époque précolombienne, le territoire de l'actuel Venezuela est habité par plusieurs peuples dont des Kalinago, des Arawaks et des Cumanagotos.
Christophe Colomb est le premier conquérant au service de l'Espagne à atteindre cette région le 3 août 1498, lors de son troisième voyage. Au début du XVIe siècle, les Espagnols commencèrent à coloniser les îles et les régions côtières. L'un des premiers établissements coloniaux du Venezuela est la ville — aujourd'hui disparue — de Nueva Cádiz dans l'île de Cubagua. Les villes Cumaná et Coro, fondées en 1515 et en 1527, sont les premières colonies d'importance dans le pays.

### Colonisation
Le premier trait historique d'une colonisation du territoire vénézuélien est allemand avec la famille Welser originaire d'Augsbourg. Avec l'accord du régime impérial basé à Vienne, Bartholomé Welser commence cette entreprise et il finance les expéditions pour la recherche d'or et le mythique Eldorado. Cette première colonisation de plusieurs gouvernants allemands ne dure que 28 ans et est abandonnée en 1556.
Ce sont les Espagnols qui, au cours des trois siècles suivants, réalisèrent la colonisation et l'administration de l'actuel territoire vénézuélien, notamment à travers les cabildos coloniaux.

### Guerres d'indépendance

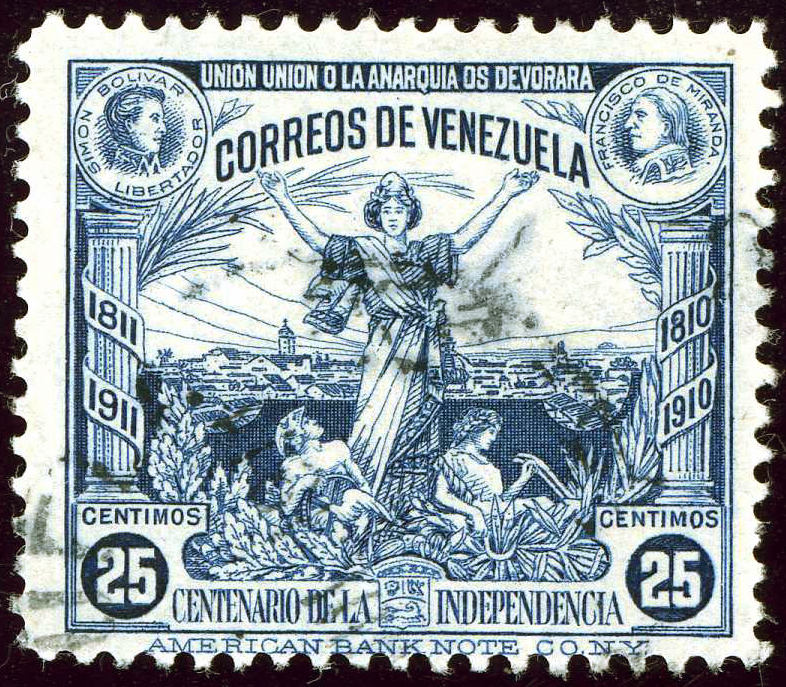
Timbre poste émis en commémoration des cent ans du Venezuela indépendant.

Plusieurs conspirations contre les représentants de la couronne espagnole précédent les guerres d'indépendance.
À la fin du XVIIIe siècle et au début du XIXe, inspirés par les révolutions américaines, françaises et haïtiennes, les futurs héros de la nation incarnent un effort d'émancipation et d'indépendance des colonies espagnoles en Amérique.
Le 19 avril 1810, une assemblée est formée à la suite de la destitution de Vicente Emparan par l'intermédiaire de l'Acte du 19 avril 1810, gouverneur de la capitainerie générale du Venezuela.
Le 5 juillet 1811, le Venezuela se déclare indépendant et cela déclenche la réaction de la couronne espagnole. Simón Bolívar est le grand leader de ce mouvement et des luttes pour la construction d'une nouvelle nation.

### Grande Colombie

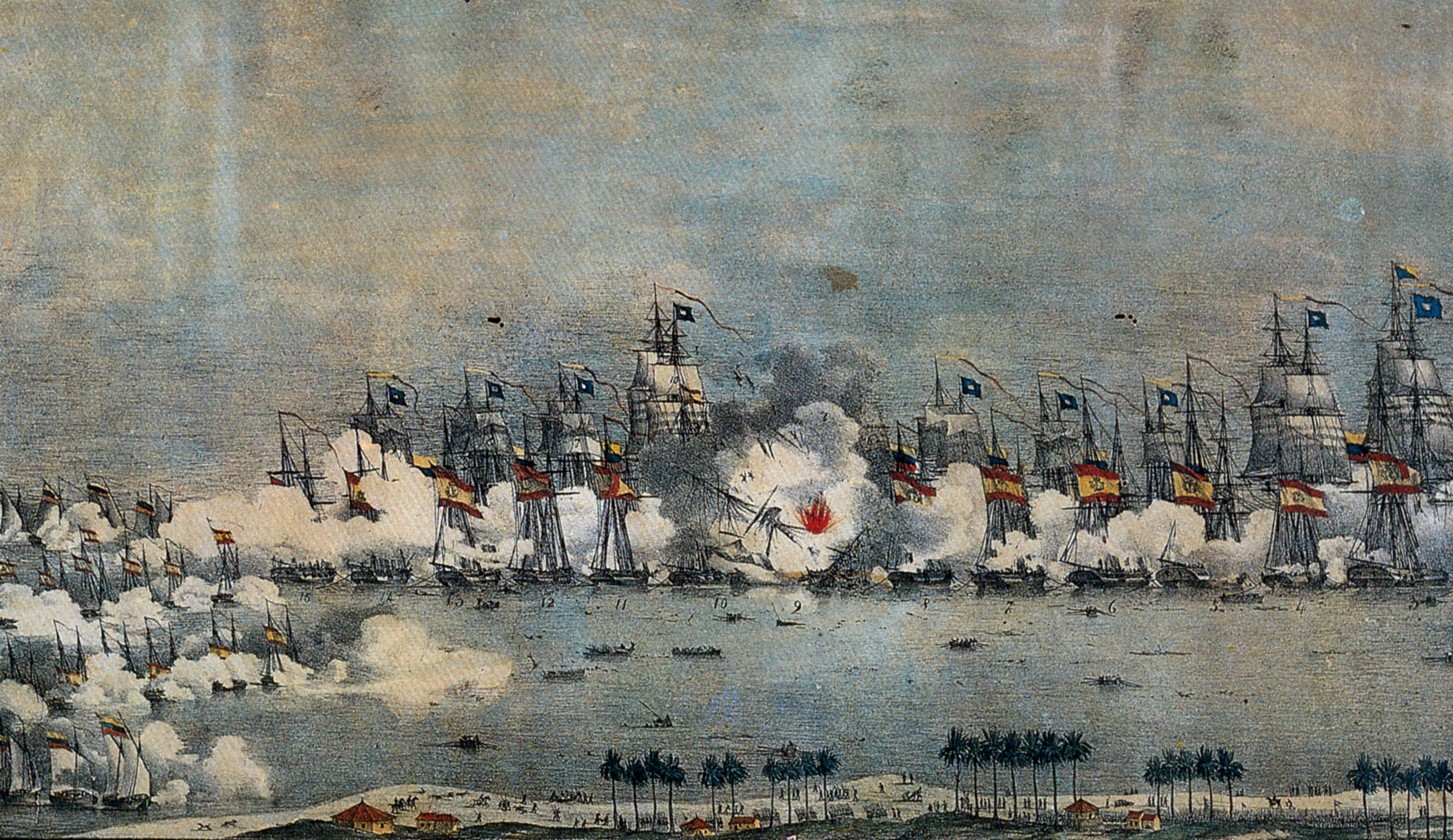
Guerre d'indépendance du Venezuela en 1823.

Le 15 février 1819, à Angostura, aujourd'hui Ciudad Bolívar, est réuni en congrès constituant pour la nouvelle République. La république de Colombie, ou Grande Colombie, est un État défini par le Congrès d'Angostura, dans le territoire du vice-royauté de Nouvelle-Grenade de l'Empire espagnol. Celui-ci comprend les territoires des quatre pays actuels que sont la Colombie, l'Équateur, le Panama et le Venezuela.

### Caudillos
Des intérêts vénézuéliens et les vastes distances entre les départements de la nouvelle République font éclater le rêve de Bolivar et redéfinissent les territoires comme les territoires de pays bien distincts. Au Venezuela, le plus charismatique de ses généraux, le général José Antonio Páez, est à la tête des revendications et de la séparation définitive en 1831.
Lui et d'autres caudillos militaires réalisent la conquête du pouvoir au cours des années qui suivent.

### Guerre fédérale et libéralisme jaune
Au cours du XIXe siècle, le Venezuela traverse des difficultés qui finissent par causer le plus grand conflit interne que le pays ait connu : la « guerre fédérale », également connue sous le nom de « Grande guerre » (1859-1863). Les libéraux représentent les régions caféières de l'est du Venezuela, plus modernistes et connectées au commerce international. Ils sont aussi appelés « fédéralistes » car ils veulent une plus grande autonomie pour les provinces, s'opposent au parti conservateur, accusé de monopoliser les postes de gouvernement et la propriété foncière, et d'opposer l'intransigeance à toute velléité de réforme.
C'est la plus grave et la plus sanglante des guerres civiles connues par le Venezuela depuis qu'il a accédé au début vingtième siècle à l'indépendance. Sous la forme de guérilla, elle cause près de deux cent mille morts, souvent du fait de la faim ou de la maladie, dans un pays d'un peu moins de deux millions d'habitants.
Le Venezuela apparaît alors comme une addition d'enclaves autour des ports du commerce international. Caracas détient le port La Guaira, desservi par le chemin de fer, Valencia a Puerto Cabello, tandis que Maracaibo constitue elle-même une enclave, reliée par le réseau fluvial au Lac Maracaibo et aux régions caféières des Andes, comme Táchira, proche de la Colombie caféière. Le triomphe des fédéralistes sur les conservateurs s'obtient au prix le plus coûteux en vies perdues, en dévastations et pertes matérielles.
Le libéralisme jaune est le nom de la période qui succède à la guerre civile et sous laquelle Antonio Guzman Blanco modernise le pays et lui donne son ordre définitif.

### XXeetXXIesiècles

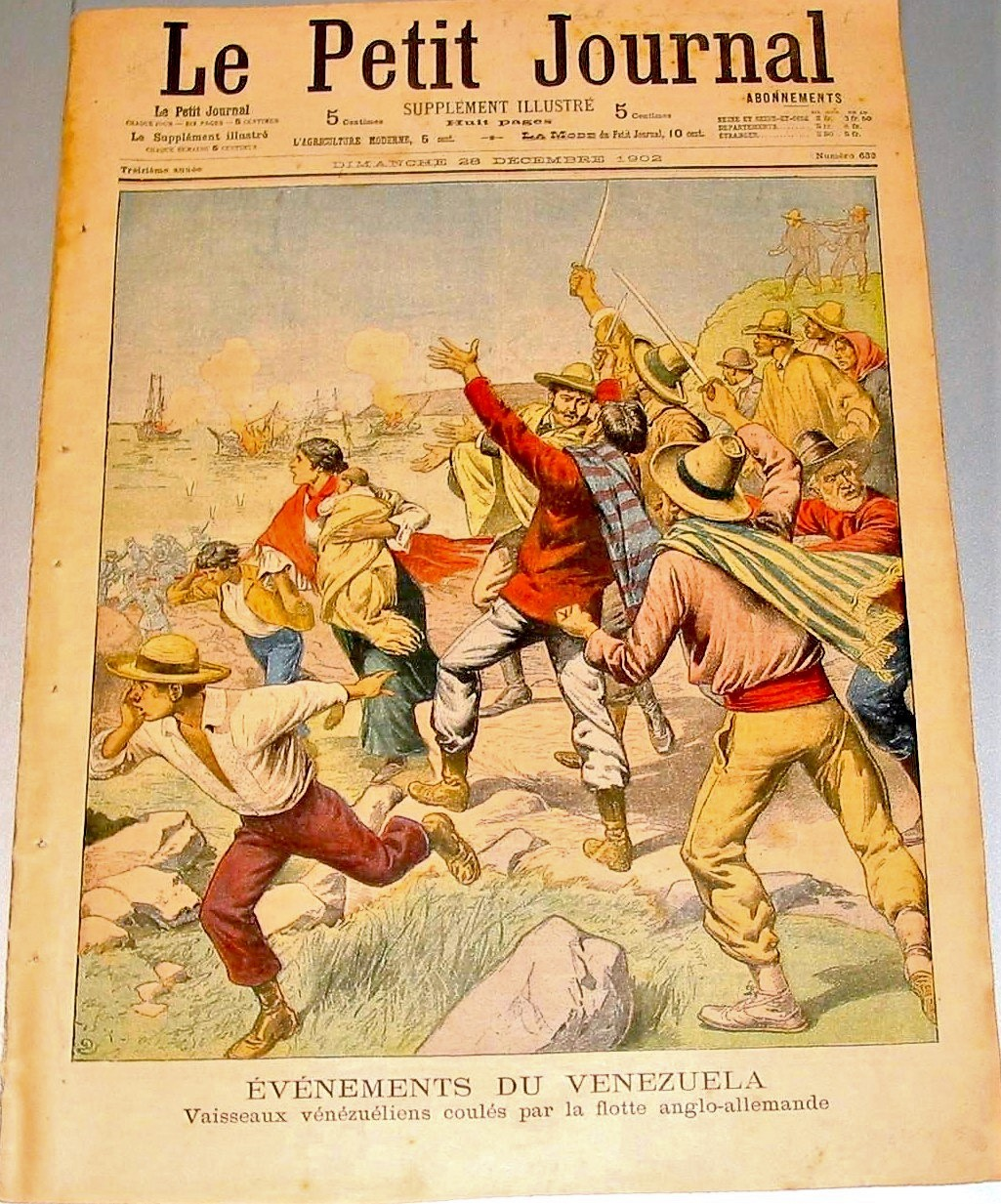
Le blocus Anglo-Allemand du Venezuela en 1902-1903.

Après les régimes militaires et dictatoriaux, le Venezuela change véritablement en 1935 après la mort du général Juan Vicente Gómez, chef d'État pendant 27 ans. L'exploitation pétrolière commence en 1917. Les compagnies multinationales arrivent en 1922. Ces événements majeurs bouleversent l'activité économique du pays. Le Venezuela, pays neutre lors du premier conflit mondial, officialise son soutien aux pays alliés lors de la Seconde Guerre mondiale.
La démocratie commence à s'installer à partir de 1958. Le Parti communiste reste cependant interdit et la gauche légale subit une répression constante qui conduit aux assassinats de ses dirigeants, tandis que des mouvements de guérilla communistes ou castristes sont actifs dans les années 1960 et 1970 (Forces armées de libération nationale en particulier).
En 1950, le Venezuela est classé au 4e rang mondial par rapport au PIB par habitant, derrière les États-Unis, la Suisse et la Nouvelle-Zélande. Cette aubaine poussée par les revenus pétroliers croissants se prolonge jusqu'à la fin des années 1980, date à laquelle le pays est encore considéré comme le plus riche d'Amérique Latine; en 1976 l'agence de notation Moody's note la dette du Venezuela Aaa, la meilleure note possible.
Le pétrole est une véritable manne pour le Venezuela, qui se lance dans d'ambitieux projets d'État comme le pont du Général Rafael Urdaneta (deuxième plus grand d'Amérique Latine), la centrale hydroélectrique de Guri (quatrième plus grande au monde), ou encore les tours jumelles de Parque Central (les plus grandes d'Amérique Latine entre 1979 et 2003, avec 225 m de hauteur); et bénéficie d'importants investissement privés, notamment américains, par exemple la raffinerie d'Amuay (deuxième plus grande au monde).
Dans les années 1980, le Venezuela est contrôlé par une coalition rassemblant les principaux partis de cette époque : l'Action démocratique (AD, Acción Democratica, social-démocrate), le COPEI (Comité d'organisation politique électorale indépendante, social-chrétien) et l'Unión Republicana Democrática (Union républicaine et démocratique, social-libéral). Les 27 et 28 février 1989, le peuple se soulève à Caracas et aux alentours, à la suite d'une explosion des tarifs, notamment des transports en commun, et des réformes économiques inspirées par le néolibéralisme, à la suite d'accords avec le Fonds monétaire international. Le deuxième jour, le président Carlos Andrés Pérez déclenche le plan Avila et envoie l'armée contre la population révoltée, tuant plus de 3 000 personnes en quelques jours.

#### Années Chavez
En 1992, dans un pays où les couches populaires sont ruinées, se produisent deux tentatives de coup d'État (en février et novembre), dont l'une dirigée par Hugo Chávez.
Le début du XXIe siècle est marqué par la personnalité du président Hugo Chávez, qui dirige le pays pendant quatorze ans (1999-2013) jusqu'à sa mort. Il est élu le 6 décembre 1998 pour un premier mandat courant de 1999 à 2004, réélu le 30 juillet 2000 pour la période 2001-2007 (à la suite de la modification de la constitution qu'il a impulsée). En 2002, il subit une tentative de coup d'État pour le destituer. Il est réélu le 3 décembre 2006 pour la période 2007-2013 et puis à nouveau le 7 octobre 2012, alors qu'il a un cancer, pour la période 2013-2019. Il quitte le pouvoir et meurt le 5 mars 2013. Avant sa mort, Chávez désigne comme son successeur son ancien ministre des Affaires étrangères et vice-président Nicolás Maduro. À sa mort, Nicolas Maduro devient président par intérim puis remporte une nouvelle élection présidentielle avec 50,62 % des voix, élection contestée par le leader d'opposition Henrique Capriles, malgré la présence d'observateurs internationaux.
Les années Chavez sont caractérisées par une augmentation des dépenses sociales qui permettent une réduction des inégalités, une diminution du taux de pauvreté, du chômage (avec néanmoins 40 % de la population active employée dans le secteur informel et le reste dans le secteur public) et de la malnutrition. Cette politique sociale est rendue possible par une large augmentation de la dette du pays qui passe de 28 à 130 milliards de dollars (le pays devenant fortement dépendant de la Chine, son principal créancier) et par l'envolée du prix du pétrole des années 2000, l'État utilisant largement les bénéfices de la compagnie pétrolière étatisée PDVSA. Du fait de l'absence de réformes économiques, la situation du pays se tend immédiatement dès que le cours du baril s'effondre à partir de 2008. En dépit des richesses naturelles du pays, Chavez laisse un secteur privé et un tissu industriel atrophiés, un large clientélisme, une inflation très importante et une population aux prises avec des pénuries alimentaires chroniques. Ces années sont également marquées par une forte aggravation de la criminalité avec, selon les ONG, un quadruplement du taux d'homicides.

#### Années Maduro

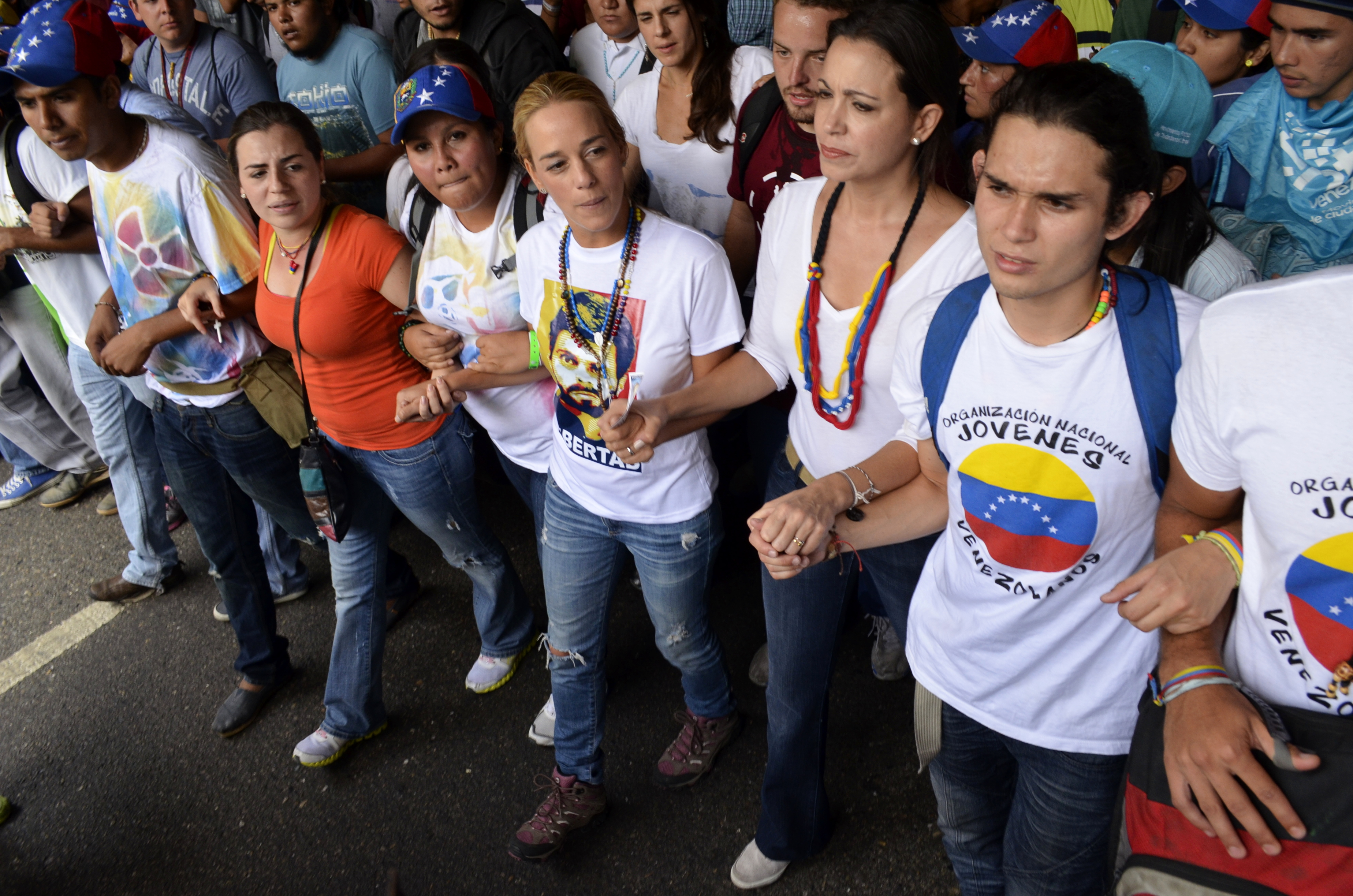
Manifestations de 2014 à 2017 au Venezuela.

Les élections législatives du 6 décembre 2015 donnent une large victoire à l'opposition dans un contexte de crise économique, sociale et politique. Le Parlement vénézuélien, contrôlé par l'opposition de centre-droit, approuve le 25 octobre 2016 l'ouverture d'un procès en destitution contre le président socialiste Nicolás Maduro, bien que la constitution ne prévoie pas une procédure de destitution, mais une procédure pour manquements au devoir de sa charge. Après une longue période de blocage politique (les pouvoirs exécutif et législatif se paralysant mutuellement), le 30 mars 2017, la Cour Suprême, favorable au pouvoir chaviste, décide de s'arroger les pouvoirs du Parlement ; mais le 4 avril elle y renonce. Dans un contexte de violences et de contestation sociale, le président Maduro tente en juillet 2017 de contourner le Parlement en faisant élire une Constituante entièrement contrôlée par les chavistes. L'opposition choisit de boycotter cette constituante, accusant le régime de malversations électorales. Zeid Ra'ad Zeid Al-Hussein, Haut-Commissaire aux droits de l'Homme de l'ONU, dénonce « un usage excessif de la force » par les autorités vénézuéliennes à l'égard des manifestants.
Les ambassadeurs des 28 pays de l'Union européenne (UE) ont donné leur feu vert le 8 novembre 2017 à l'adoption de sanctions, dont un embargo sur les livraisons d'armes, contre le Venezuela. Ces sanctions interdisent également aux entreprises européennes de livrer du matériel de surveillance électronique pouvant servir à réprimer l'opposition au régime du président Nicolás Maduro ; elles prévoient également la mise en place d'un cadre juridique permettant à l'Union européenne de placer ensuite sur sa liste noire des personnalités ou entités sanctionnées pour leur implication dans la répression.
Plusieurs organisations internationales et de nombreux analystes attribuent partiellement la crise économique que vit le Venezuela aux sanctions économiques et diplomatiques imposées par les États-Unis et l'Union européenne[réf. nécessaire]. Selon Michelle Bachelet, Haute-Commissaire des Nations unies aux droits de l'homme, le volet de sanctions imposées en août 2019 par les États-Unis « [ne contient] pas suffisamment de mesures pour atténuer leur impact sur les couches les plus vulnérables de la population ». Elle réitère ces inquiétudes dans un rapport déposé en décembre 2019 sur la situation des droits de l'homme au Venezuela.
Selon les Nations unies, 1,6 million de personnes ont quitté le Venezuela au cours de la seule année 2015. En août 2018, face à cet afflux, le Brésil déploie 3 200 soldats à sa frontière pour assurer la sécurité des résidents brésiliens et des migrants vénézuéliens.
Le 23 janvier 2019, Juan Guaidó, président du Parlement, s'autoproclame « Président en exercice » du Venezuela et prête serment au cours d'une manifestation organisée à Caracas. Guaidó obtient immédiatement la reconnaissance des États-Unis, du Canada, du Brésil, de la Colombie et du Pérou,. La France, l'Allemagne, le Royaume-Uni, l'Espagne et l'Union européenne se disent prêts à reconnaître Juan Guaidó en tant que « Président en exercice » si Nicolás Maduro n'organise pas d'élections libres d'ici le 3 février 2019,. Luis Almagro, secrétaire général de l'OEA, apporte également son soutien à Guaidó. Cependant, Maduro se maintient au pouvoir grâce à l'appui des forces armées ; il continue également de bénéficier du soutien diplomatique de Cuba, de la Bolivie, de la Turquie et de la Russie,.

## Géographie

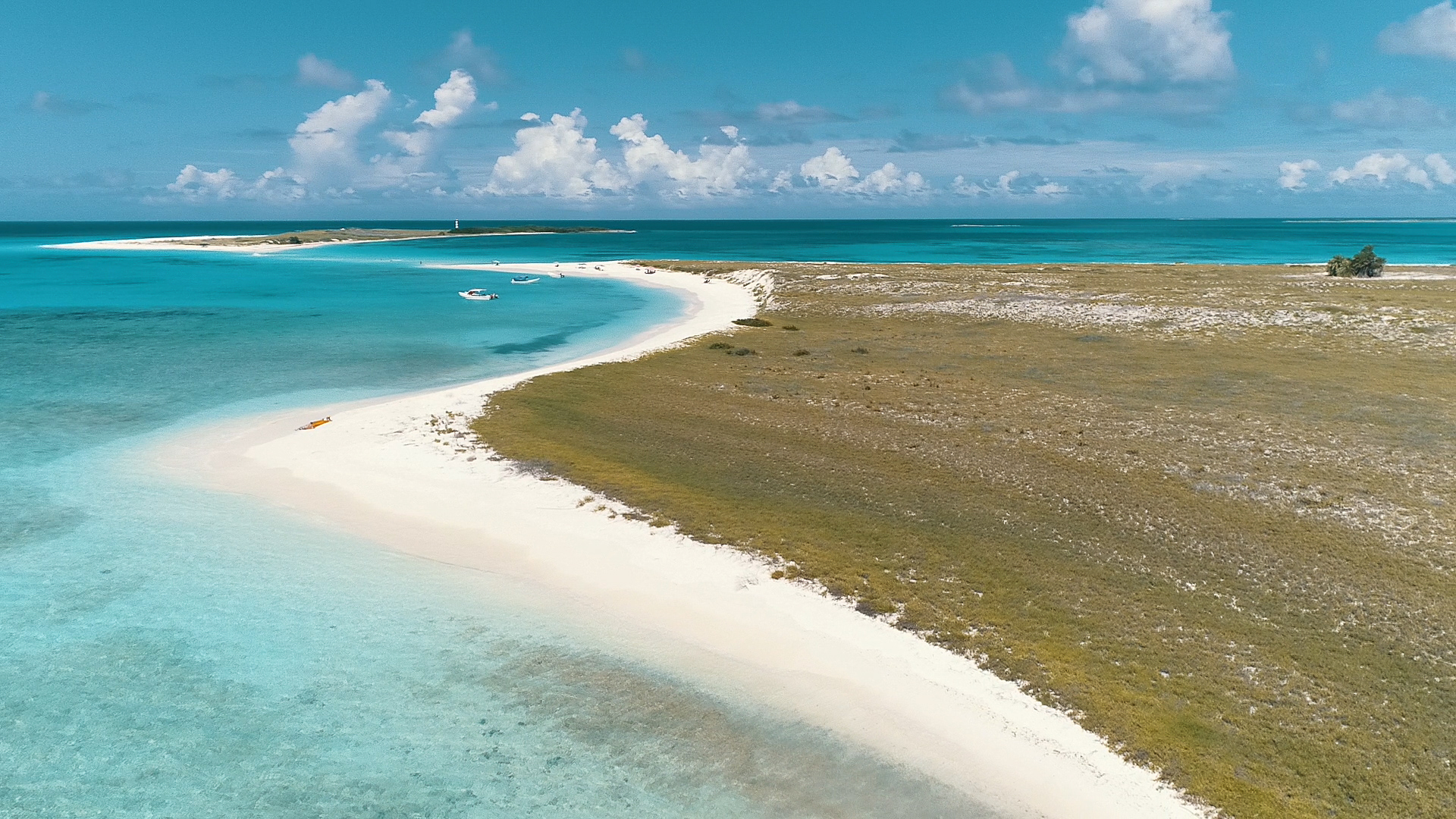
Plages de sable blanc de l'archipel de los Roques, dépendances fédérales
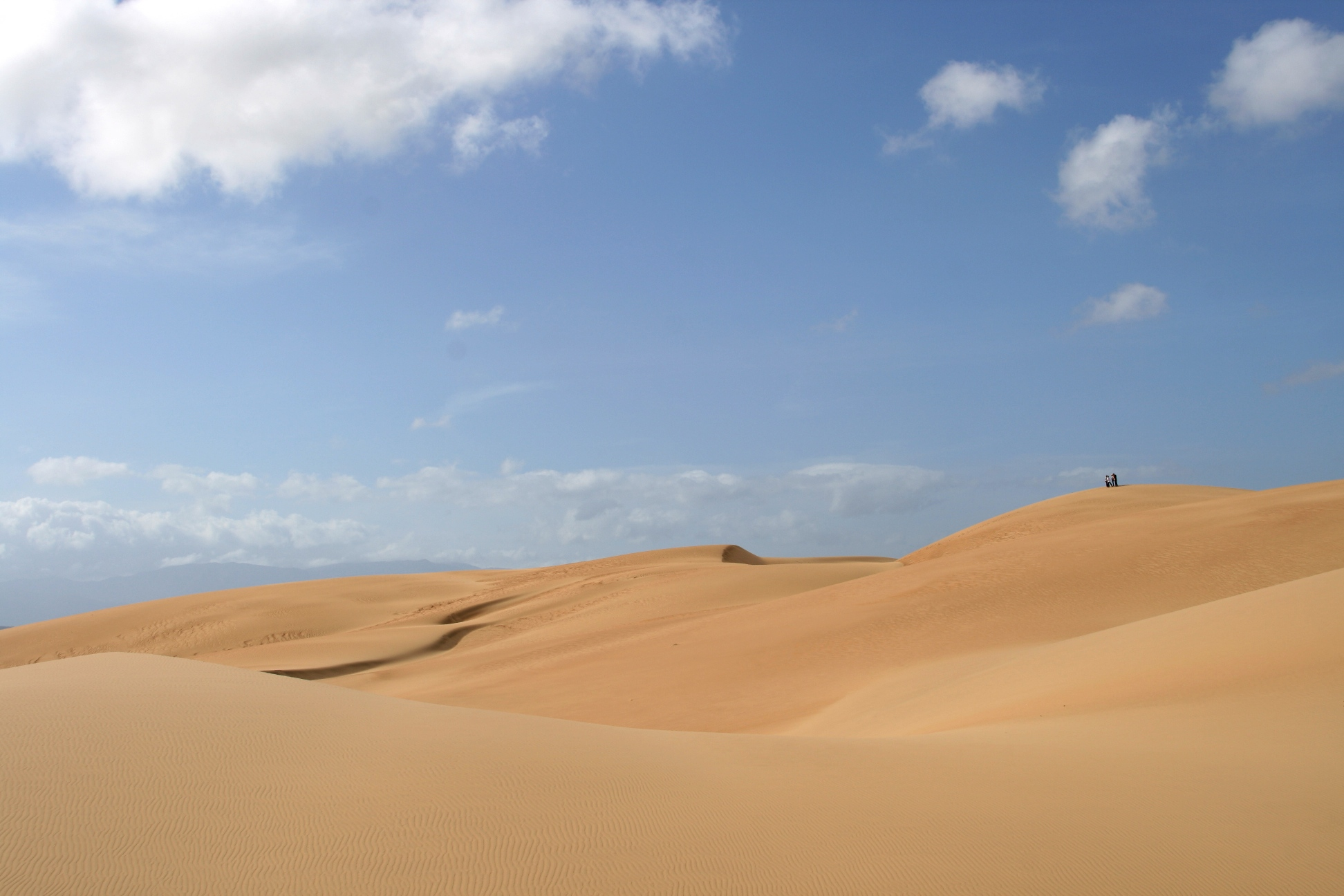
Désert chaud. Les dunes de sable du parc national Los Médanos de Coro, falcon.
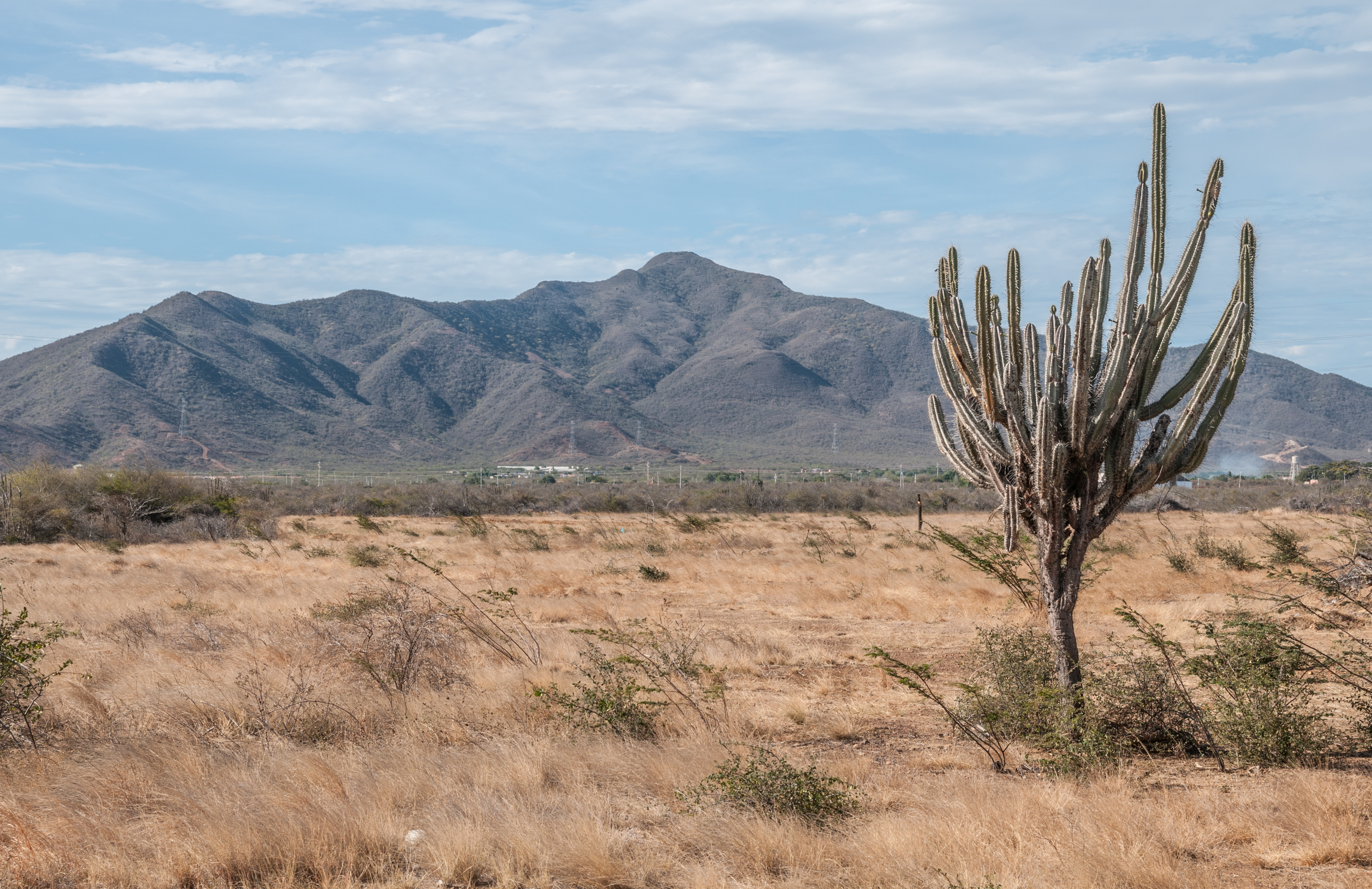
Végétation xérophyte, Isla de Margarita, Nueva Esparta
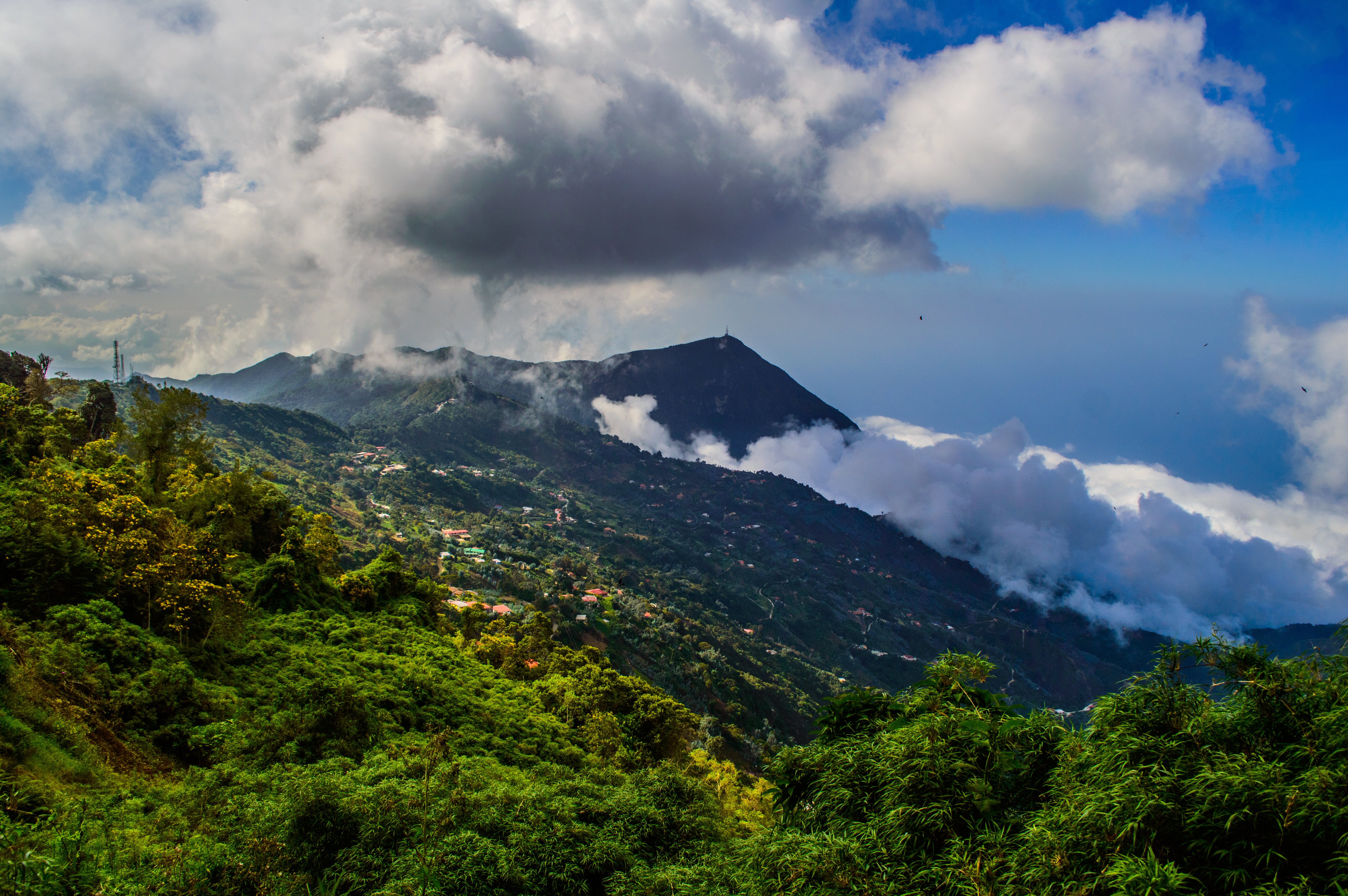
Forêt de nuages de Galipan, La Guaira
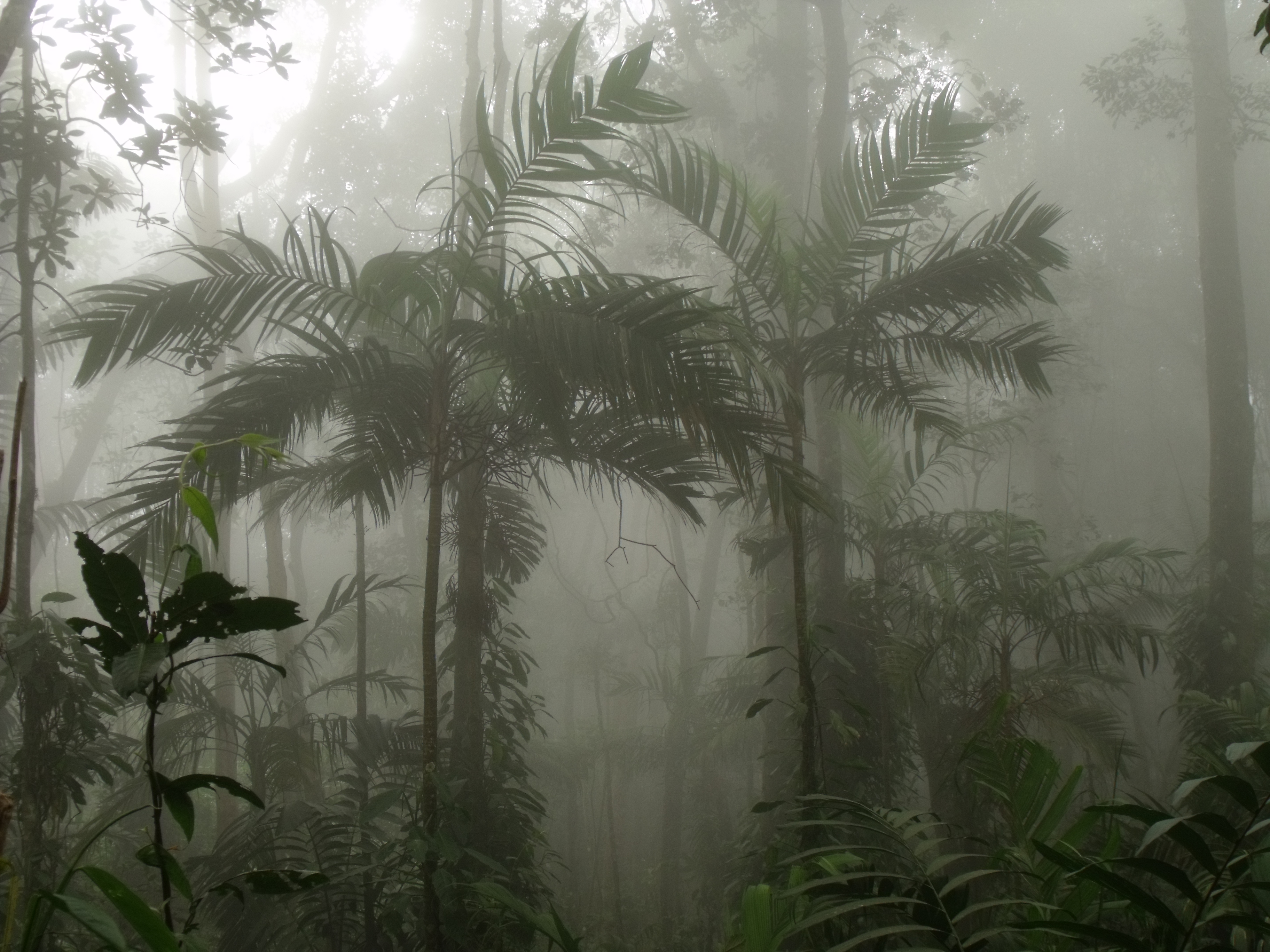
Jungle humide, chaîne de montagnes côtières, La Guaira
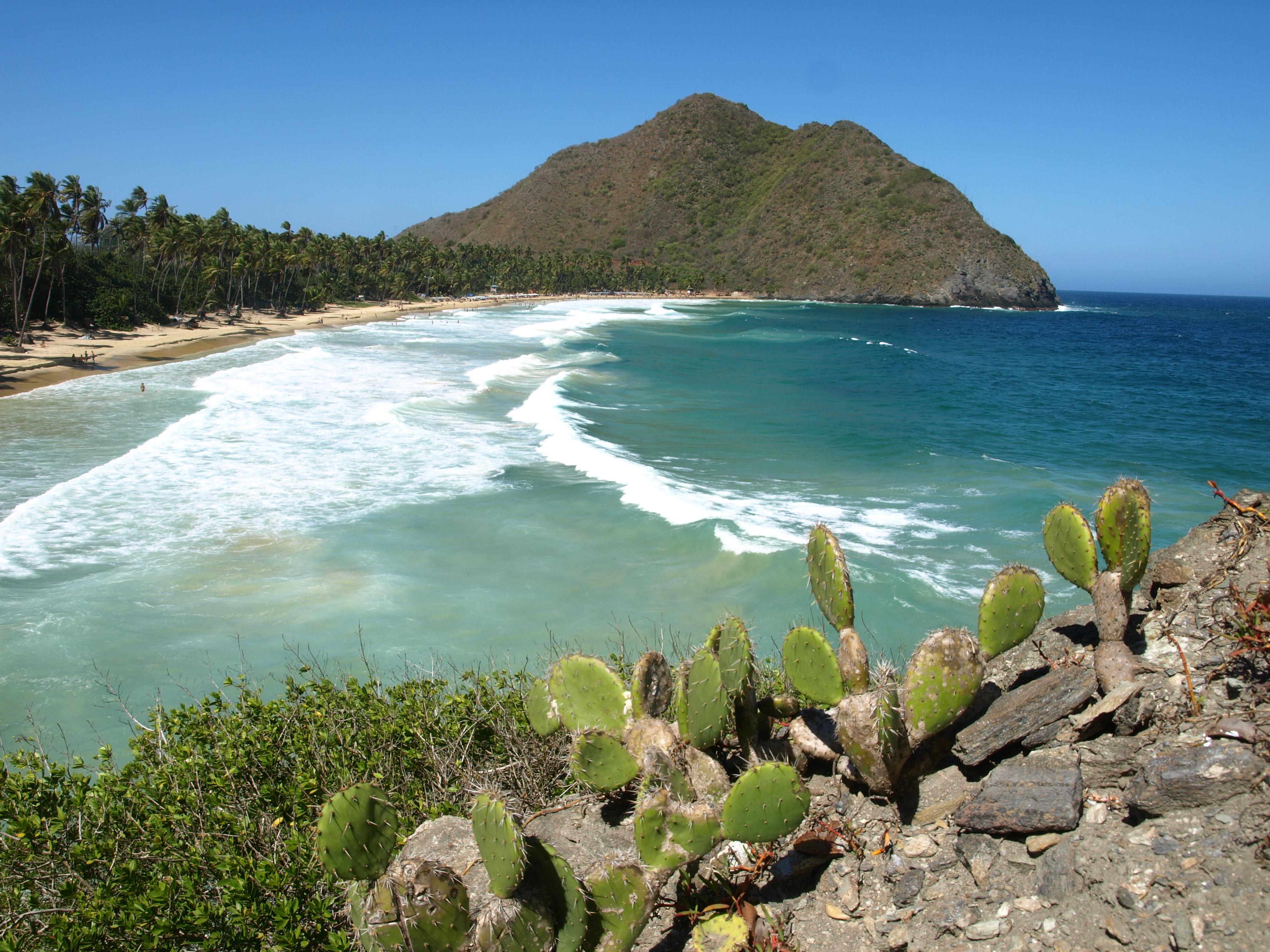
Plage de choroni, état d'Aragua
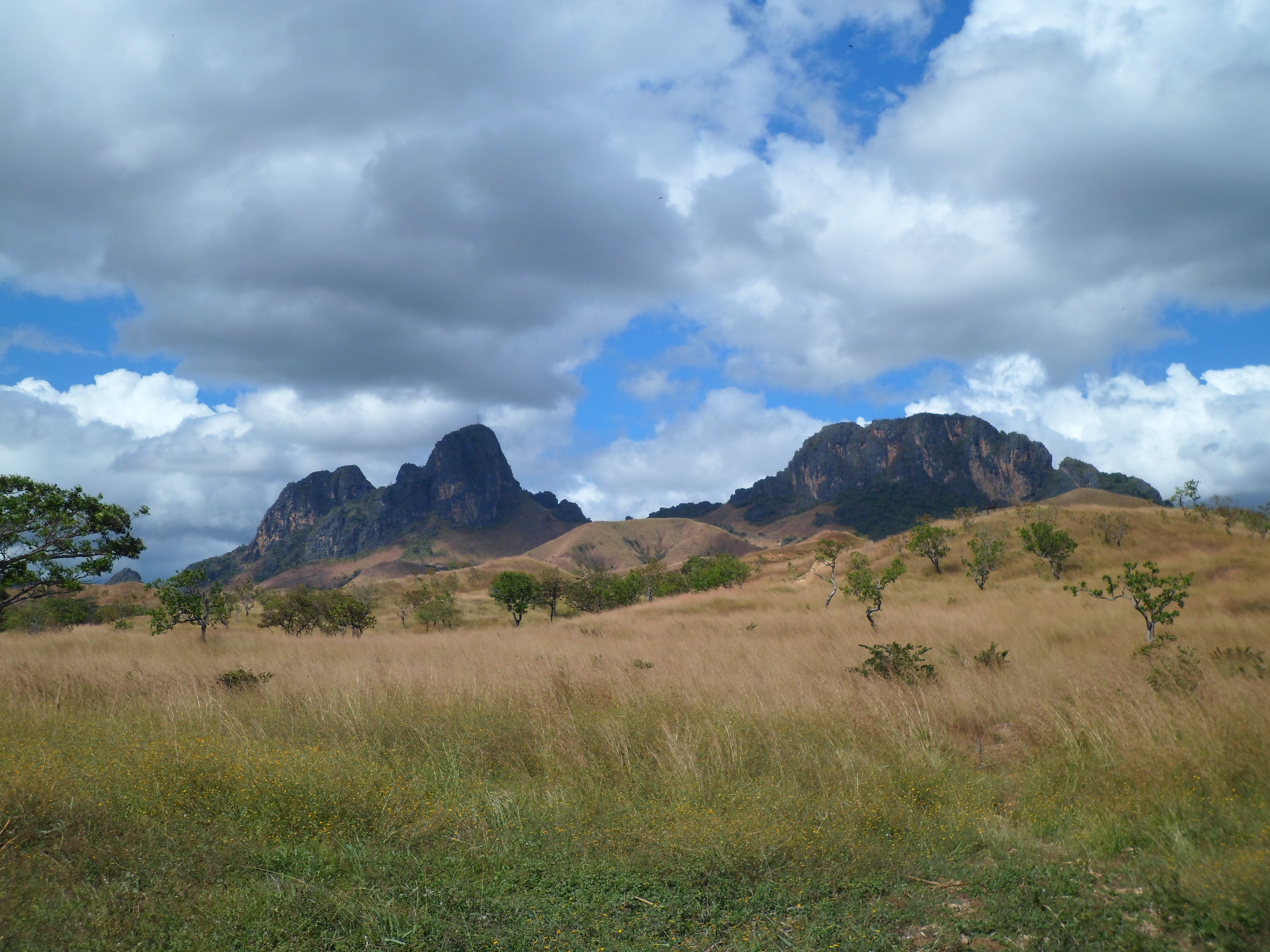
Savane ouverte, Guarico
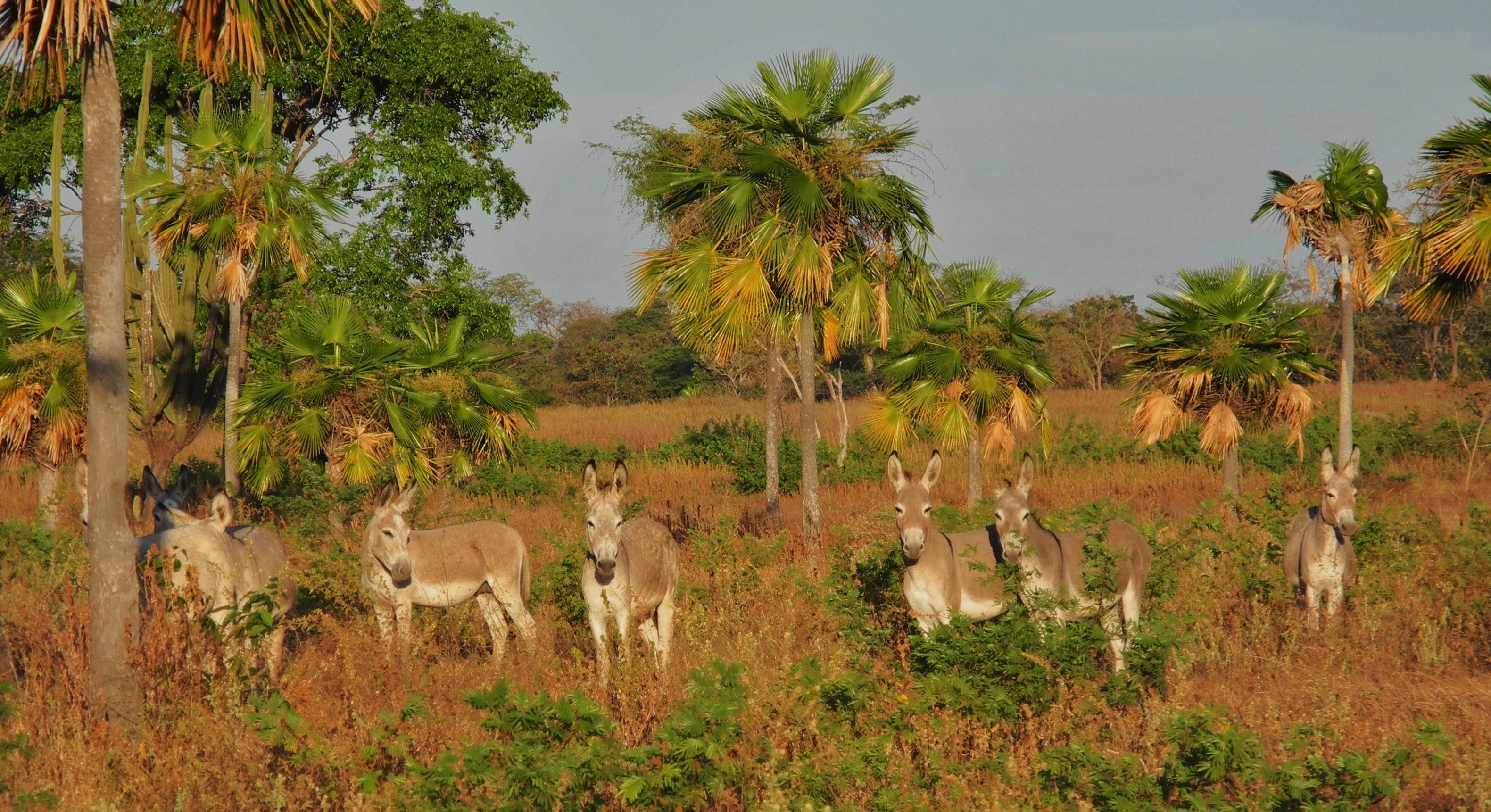
Plaines centrales (los llanos), Guarico
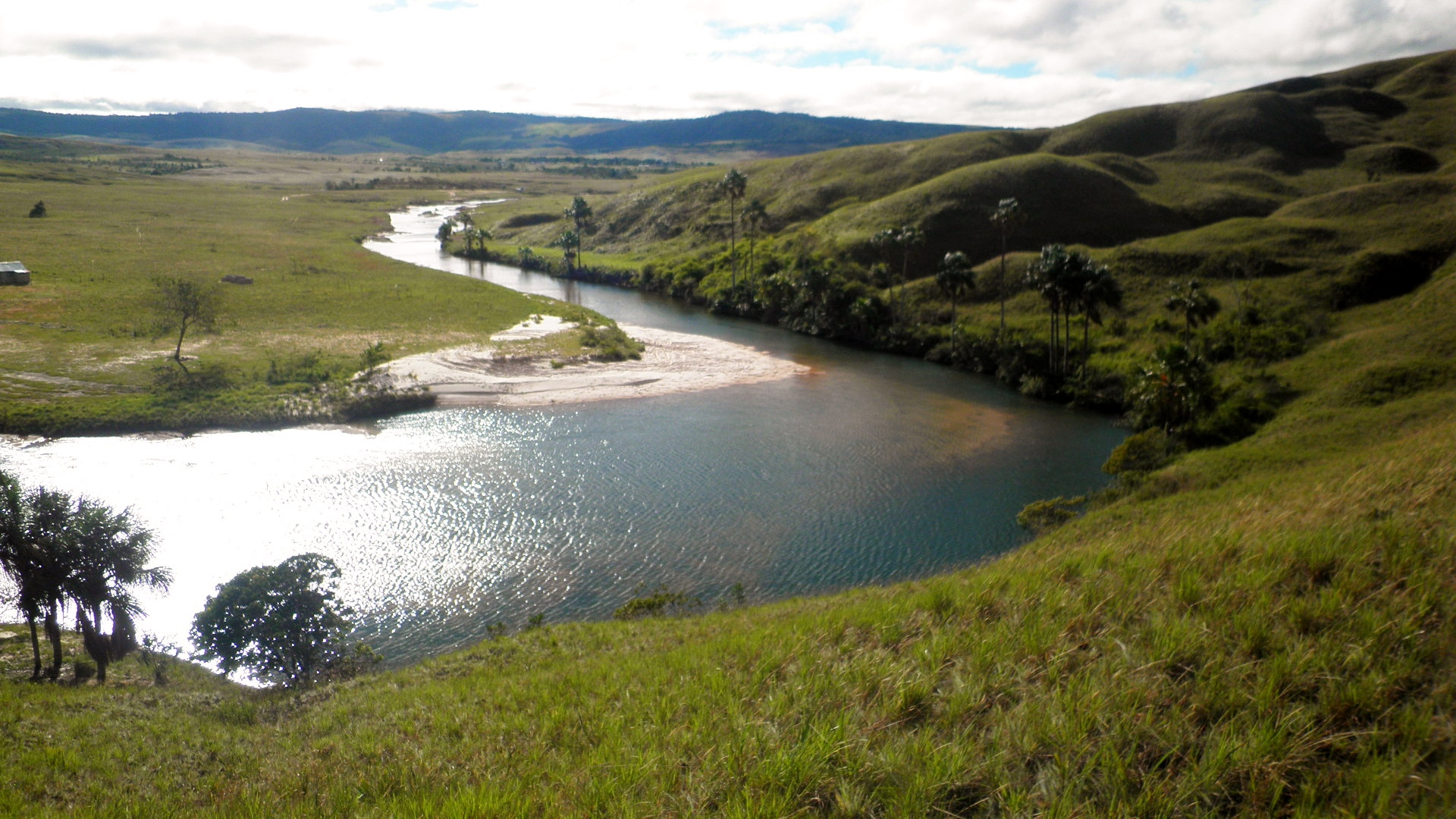
Savane humide, parc national de Gran Sabana, Bolivar.
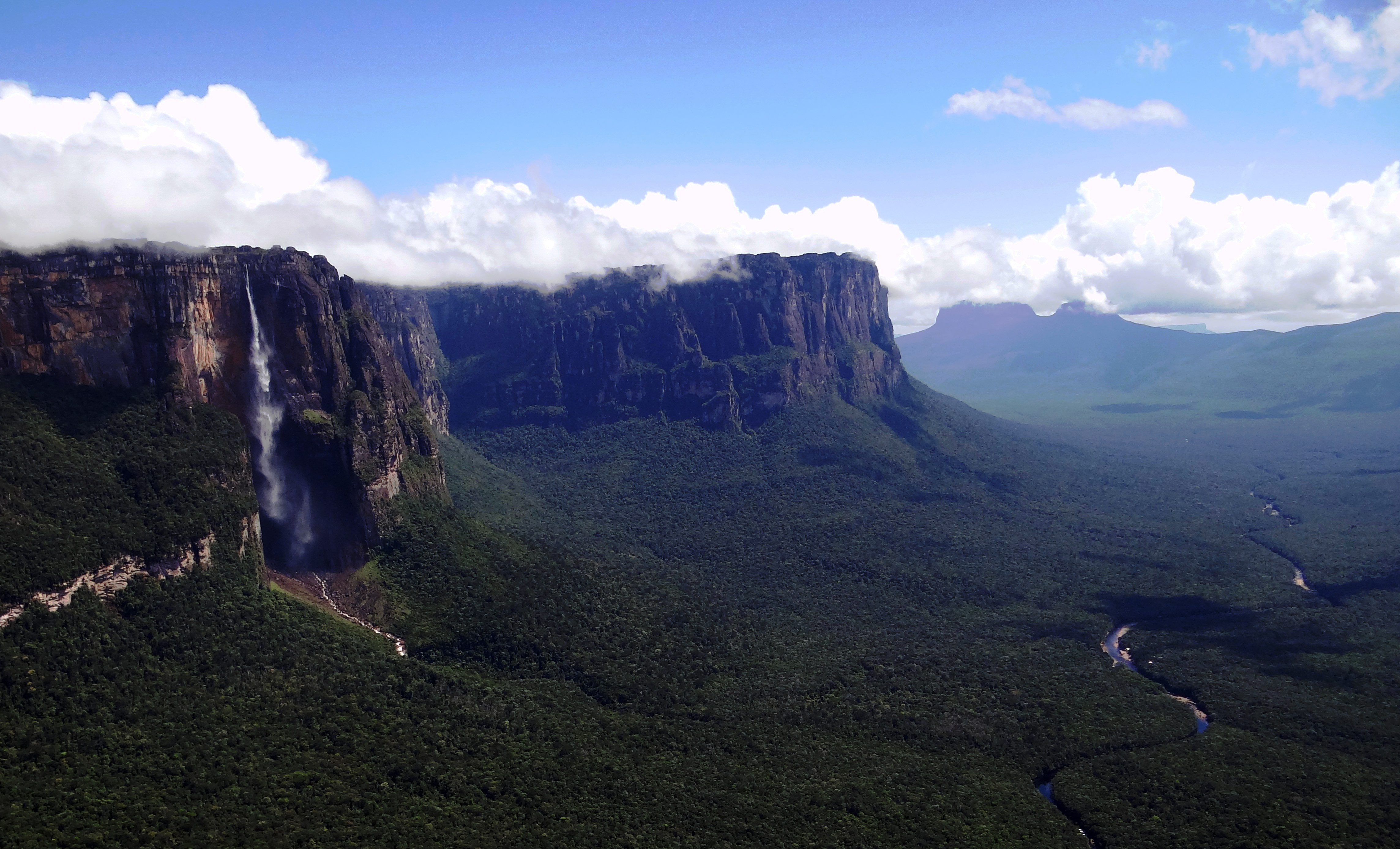
Tepuis et cascade du Salto Angel, cascade ininterrompue la plus haute du monde (979 m), dans les hauts plateaux de Guayana, Bolivar.
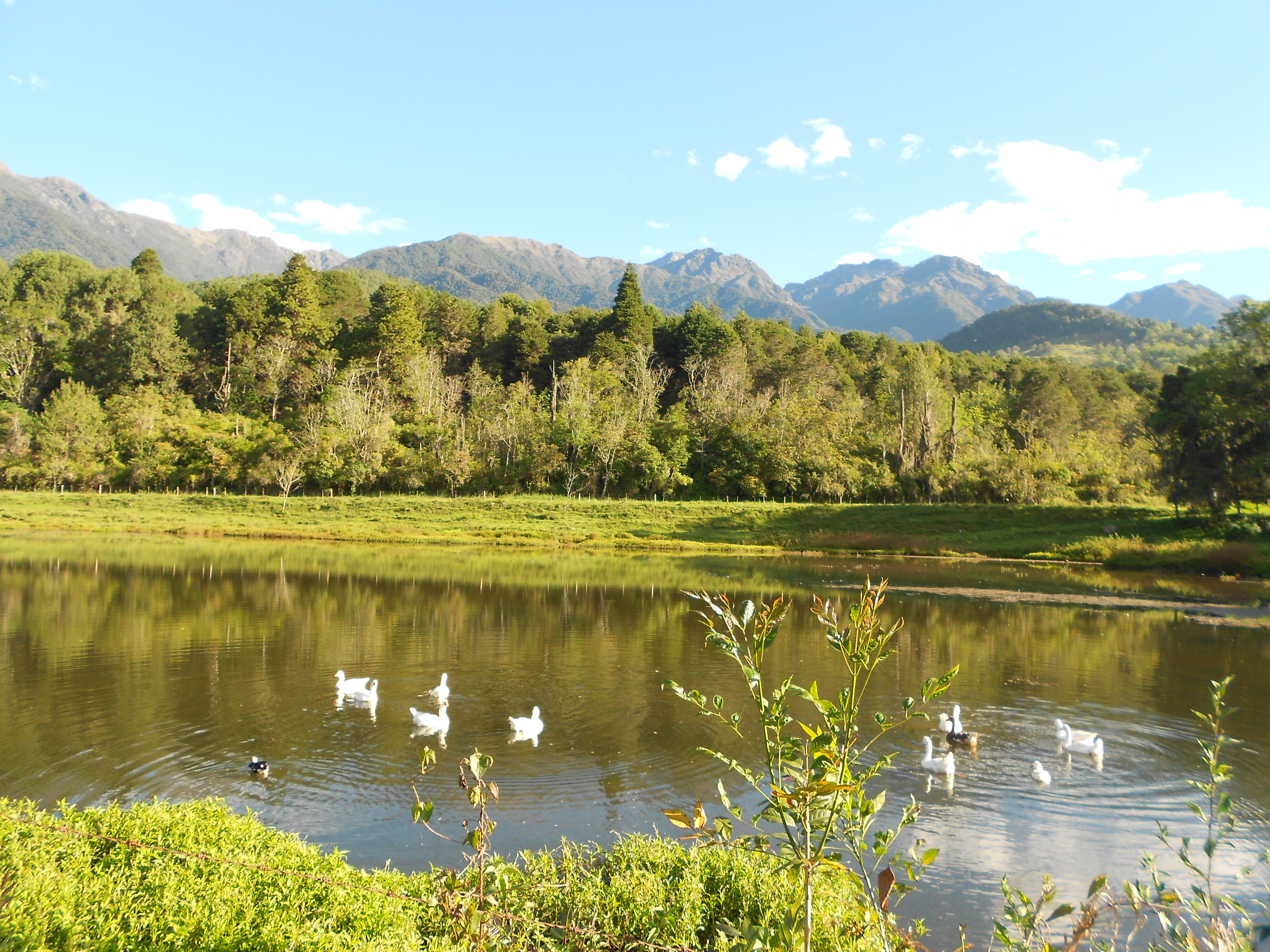
Climat doux, la vallée, Merida.
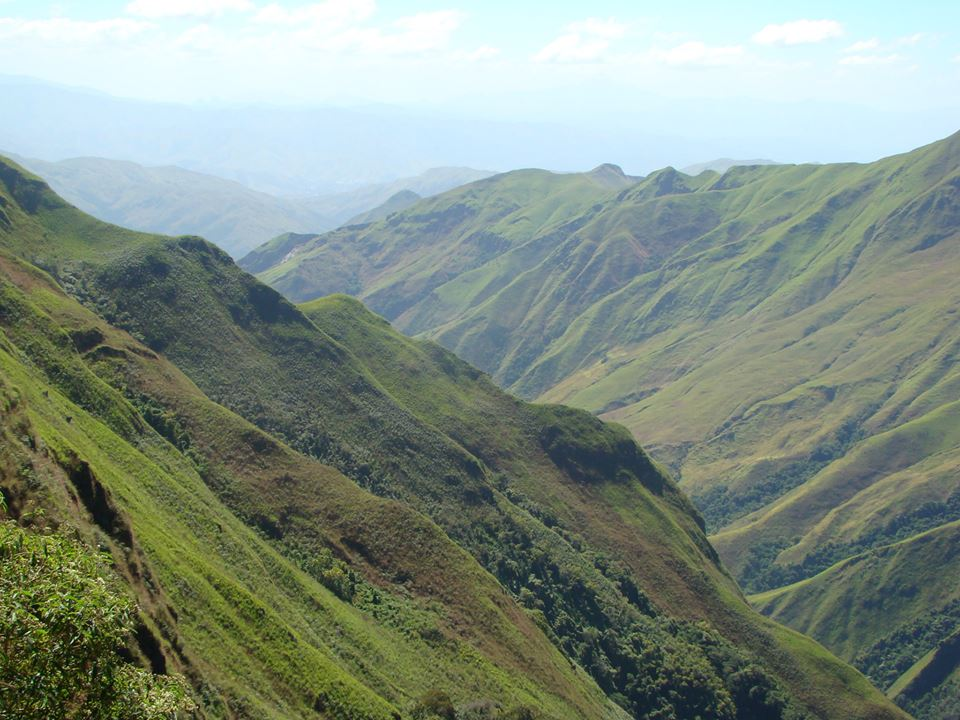
Vallées d'Aragua.
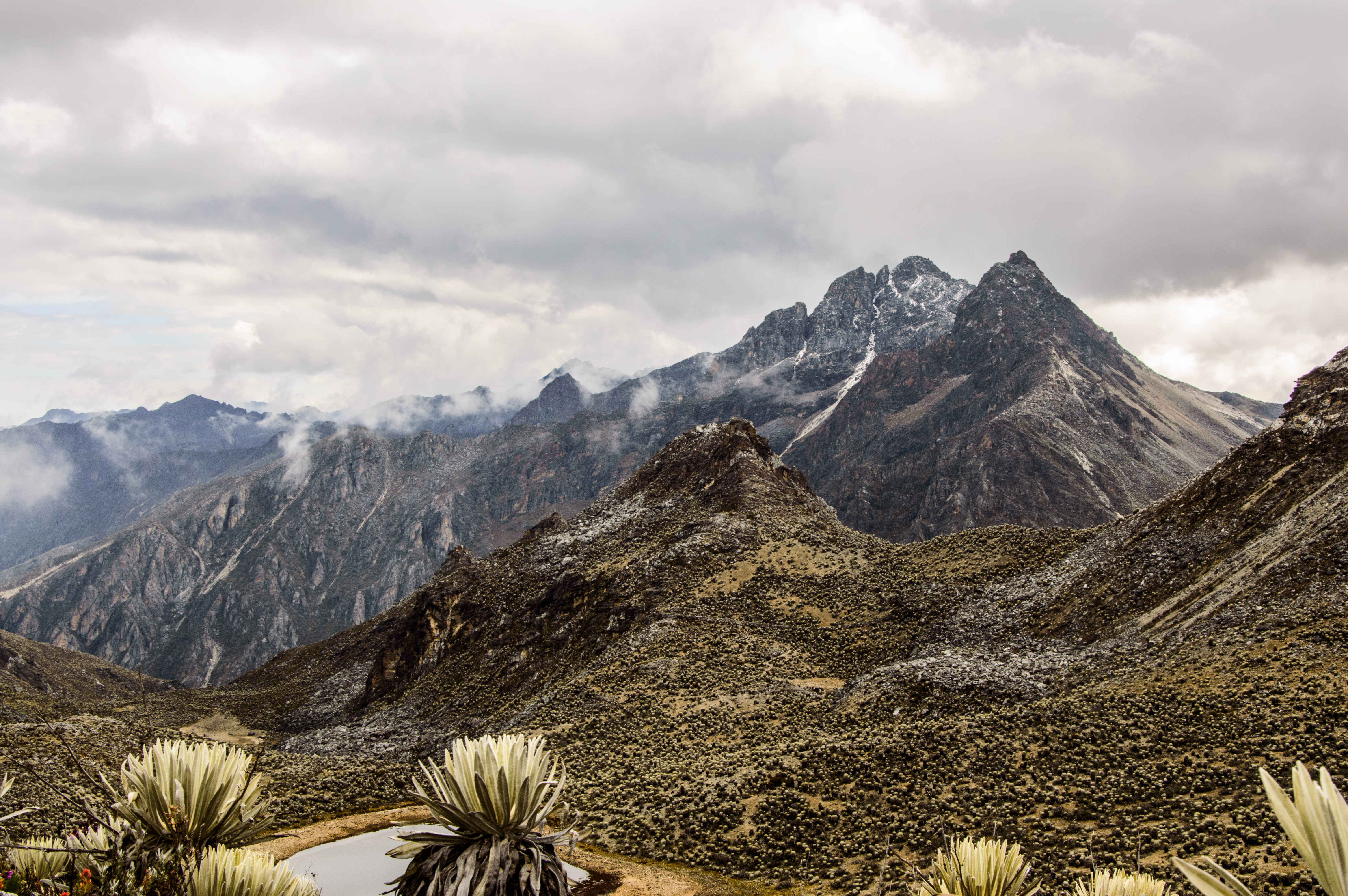
Frailejones dans le paramo, Merida.
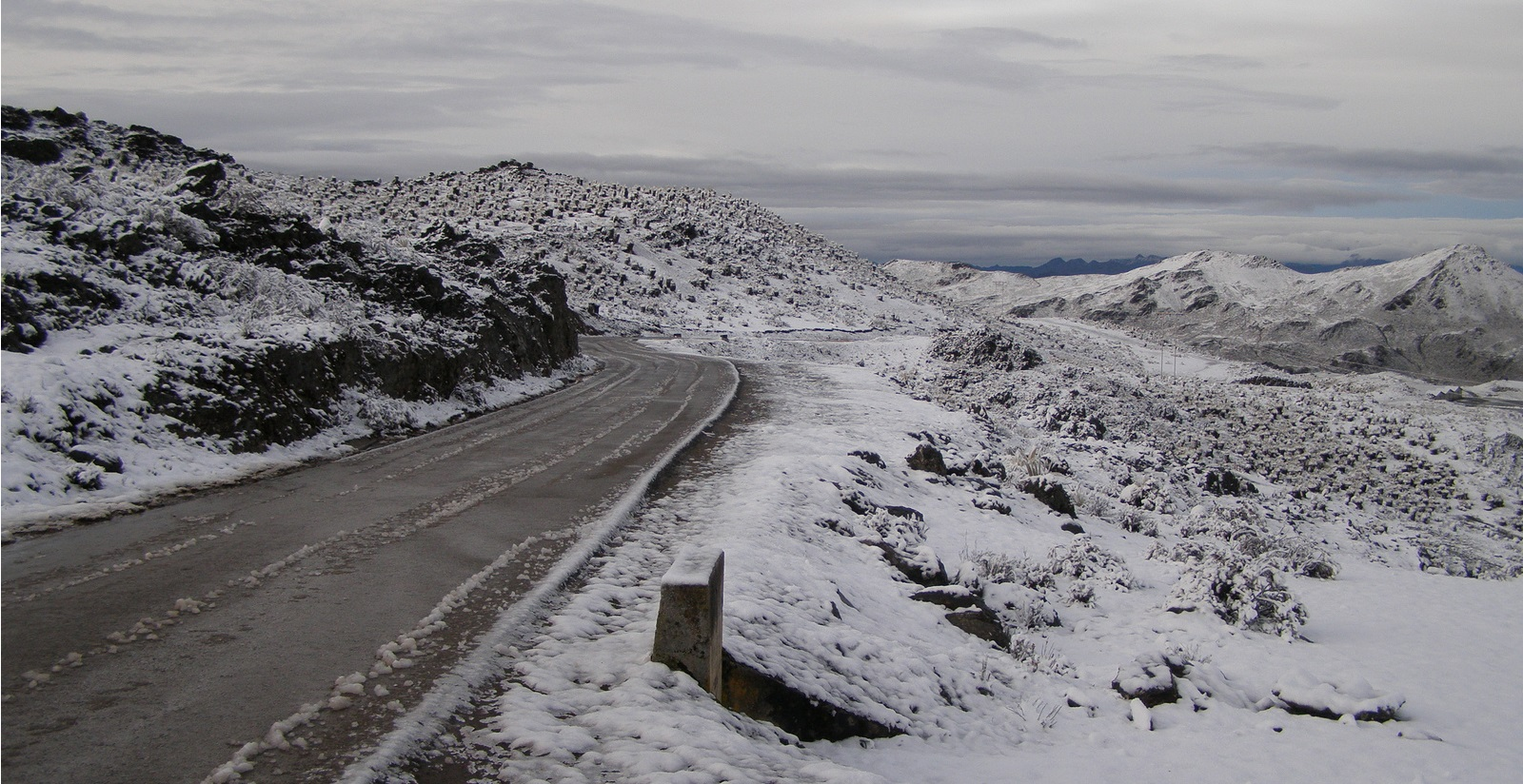
Climat glaciaire et neige au pic el aguila, état de Merida.

Le territoire vénézuélien s'étend depuis les environs de l'équateur jusqu'au nord du onzième parallèle. Sa superficie est de 916 445 km2.[réf. nécessaire]
Sur le continent, le Venezuela possède des frontières avec le Guyana à l'est-sud-est, le Brésil au sud, la Colombie au sud-sud-ouest et à l'ouest, enfin à quelques dizaines de milles marins au large des côtes de la mer des Caraïbes au nord, se trouvent les Antilles néerlandaises (Aruba, Bonaire, Curaçao) et Trinité-et-Tobago (ex-GB). De manière très schématique, trois grandes régions géographiques composent ce pays :
- au nord et à l'ouest, le littoral et les Andes ; la pointe septentrionale de la cordillère des Andes culmine à 4 978 m au Pico Bolívar. Elle enserre le lac Maracaibo et se prolonge vers l'est en longeant la côte ;
- au centre du pays, de vastes plaines appelées les Llanos ("plaines" en espagnol) occupent le nord du bassin de l'Orénoque et de ses affluents Arauca et Apure. Le fleuve se jette dans la mer des Caraïbes par un énorme delta marécageux qui occupe toute la région nord-est du pays (Delta Amacuro) ;
- au sud-est le massif guyanais, au sein duquel le sud du bassin de l'Orénoque avec son affluent Caroní[47] ; c'est une région sauvage, qui constitue un des lieux les plus attractifs du pays : les chutes de Salto Ángel, hautes de 979 mètres, sont reconnues comme les plus hautes chutes d'eau du monde.

Le Venezuela possède également 72 îles, dispersées dans la mer des Caraïbes et dans l'océan Atlantique, administrativement regroupées dans les Dépendances fédérales. Margarita est la plus grande et la plus peuplée.
Le Venezuela est la premier pays d’Amérique latine à perdre la totalité de ses glaciers qui s’étendaient sur 1 000 hectares, soit 10 kilomètres carrés, un siècle plus tôt.

### Biodiversité

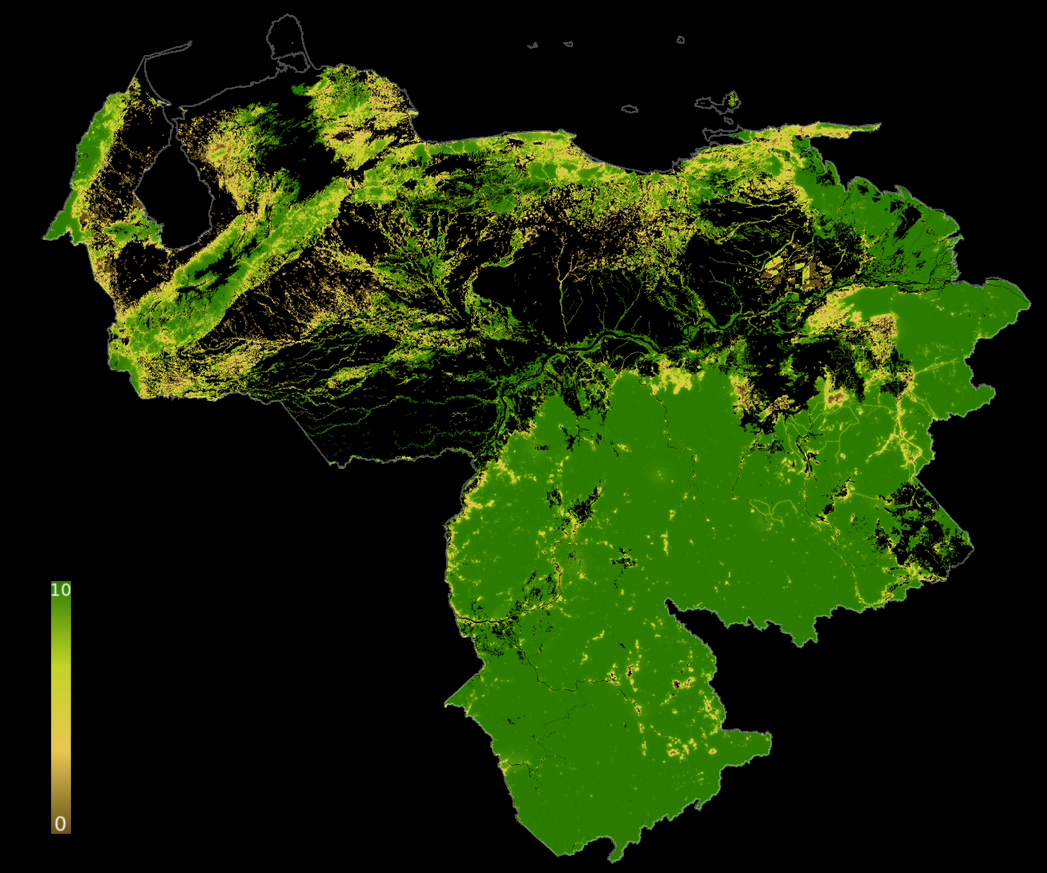
Le Venezuela avait un score moyen de l'Indice d'intégrité du paysage forestier 2019 de 8.78, le classant 19e sur 172 pays.

Le Venezuela est l'un des 17 pays qualifiés de « mégadivers », en raison de sa richesse en flore et en faune, vraisemblablement due à sa situation géographique (entre le nord de l'Amérique du Sud et la mer des Caraïbes, facilitant ainsi la migration des espèces), en plus d'avoir un climat constant tout au long de l'année. Cela a favorisé, pendant des millénaires, en particulier dans les zones montagneuses et fraîches (comme la chaîne de montagnes côtières, la chaîne de montagnes Perijá, la chaîne de montagnes de Merida et le massif guyanais) l'adaptation, l'isolement et la préservation de la vie de nombreuses espèces animales et végétales, principalement endémiques.
Il existe quelque 105 aires protégées au Venezuela, qui couvrent environ 26 % de la surface continentale, marine et insulaire du pays.
Le Venezuela se positionne dans le monde comme le sixième pays le plus riche en biodiversité pour ce qui est des espèces animales et végétales accueillies. En raison du manque de biologistes et de spécialistes vénézuéliens et du tarissement des financements et de ressources pour la recherche,, peu d'expéditions ont été effectuées dans les régions de l'intérieur, qui sont ainsi peu étudiées en profondeur, voire méconnues des botanistes et d'autres spécialistes. Pour cette raison, il existe encore de nombreuses espèces non découvertes ni comptabilisées. On estime ainsi que le nombre total de plantes vasculaires pourrait passer de 21 073 (actuellement découvertes) à 30 000-35 000 ou même plus si cet espace était suffisamment étudié.
Nombres d'espèces :
- 363 espèces de mammifères ;
- 413 espèces de reptiles[54] ;
- 1 420 espèces d'oiseaux (dont 48 endémiques)[55] ;
- 1 723 espèces de poissons ;
- 21 073 espèces de plantes vasculaires[56].

### Grandes villes

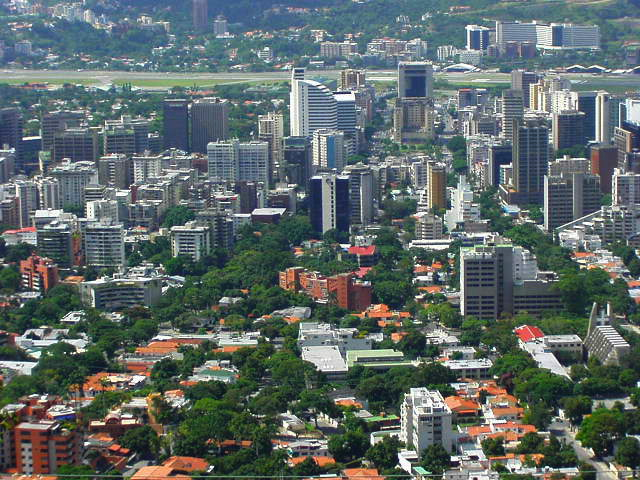
Vue aérienne sur une partie de Caracas.

La capitale du Venezuela, Caracas, s'étend d'est en ouest de l'autre côté de la cordillère côtière, à quelque 900 mètres d'altitude. Il faut compter environ une demi-heure pour parcourir la trentaine de kilomètres qui sépare l'aéroport, situé en bord de mer, de la ville. Près de cinq millions d'habitants résident dans la métropole. Les quartiers pauvres s'appellent les ranchos. Des pluies diluviennes, suivies d'importants glissements de terrain dans des zones fortement peuplées proches de l'aéroport international Simon Bolivar (La Guaira - État de La Guaira) ont fait des milliers de morts en décembre 1999. Cette triste page de l'histoire vénézuélienne est couramment appelée « La tragédie » par les autochtones.
Maracaibo, capitale de l'État de Zulia, est la deuxième métropole du pays. Parmi les villes les plus peuplées suivent : Valencia, Maracay et Barquisimeto.

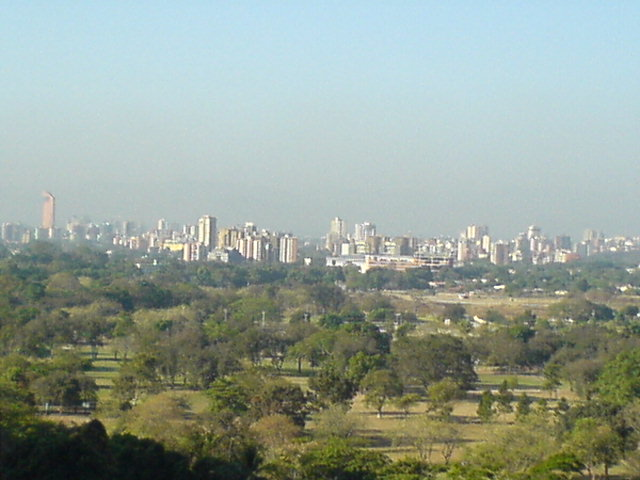
Vue de Maracay.

### Frontières terrestres
- 2 200 km avec le Brésil ;
- 2 050 km avec la Colombie ;
- 743 km avec le Guyana.

Cependant, le Venezuela revendique le territoire de l'Essequibo, correspondant à 62 % du Guyana actuel — dans lequel vit 17 % de sa population — allant parfois à repousser ses frontières jusqu'au Suriname. Sur les cartes du Venezuela, le Guyana est indiqué en tant que zone en réclamation (v. infra). Le 3 décembre 2023, un référendum sur l'annexion de l'Essequibo a été organisé.

### Drapeau

Drapeau national du Venezuela.

Drapeau civil du Venezuela.

Le 7 mars 2006, le Parlement du Venezuela adopte la modification du drapeau national afin de l'adapter à la révolution socialiste du président Hugo Chávez, à l'initiative du projet. Entièrement contrôlé par les partisans du chef de l'État à la suite du boycott des élections législatives par l'opposition en décembre, le Parlement a approuvé l'ajout d'une huitième étoile, pour rendre honneur à l'ancienne province de Guyane qui a lutté pour l'indépendance tout comme les sept autres. Les députés vénézuéliens ont également modifié le galop du cheval blanc figurant sur l'écusson national afin de le tourner, non plus vers la droite, mais vers la gauche, afin de symboliser l'orientation politique du gouvernement. Toutefois, en termes d'héraldique, le cheval se déplace vers la dextre, ce qui rend le message un peu confus. Le Parlement a également décidé certains ajouts sur l'écusson, tels qu'un kayak, un arc et une flèche représentant les armes des indigènes ou une machette de paysan, en hommage aux racines des descendants d'origine africaine.

### Revendications territoriales
L'Essequibo, zone comprise entre la frontière avec le Guyana et le fleuve Essequibo à l'est, est revendiqué par le Venezuela. Cette revendication est ancienne — elle remonte à l'indépendance du Venezuela —, la Guayana Esequiba faisant auparavant partie de la Grande Colombie. Ce litige est ravivé depuis 2015 par la découverte d'un important gisement pétrolier dans les eaux territoriales de l'Essequibo. En décembre 2023, le référendum organisé par Nicolás Maduro, malgré un taux de participation faible, permet de dégager une nette approbation de la population pour l'annexion de l'Essequibo. Le 5 décembre, la compagnie pétrolière publique PDVSA commence à attribuer des licences d'exploitation de pétrole et de gaz dans la zone.

## Économie

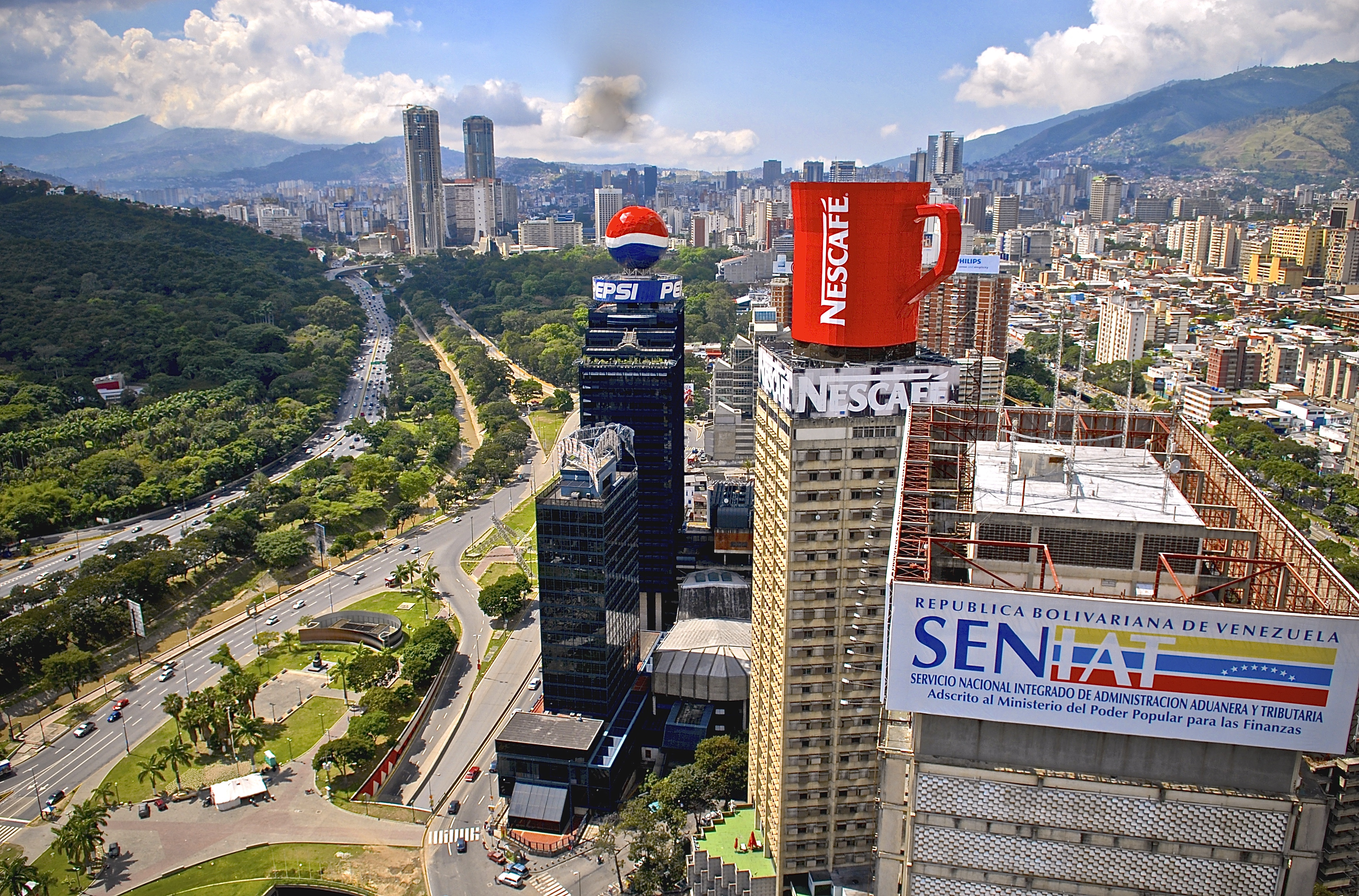
Centre-ville de Caracas. La tasse Nescafé et la sphère Pepsi ont été retirées en 2010 par le gouvernement chaviste.

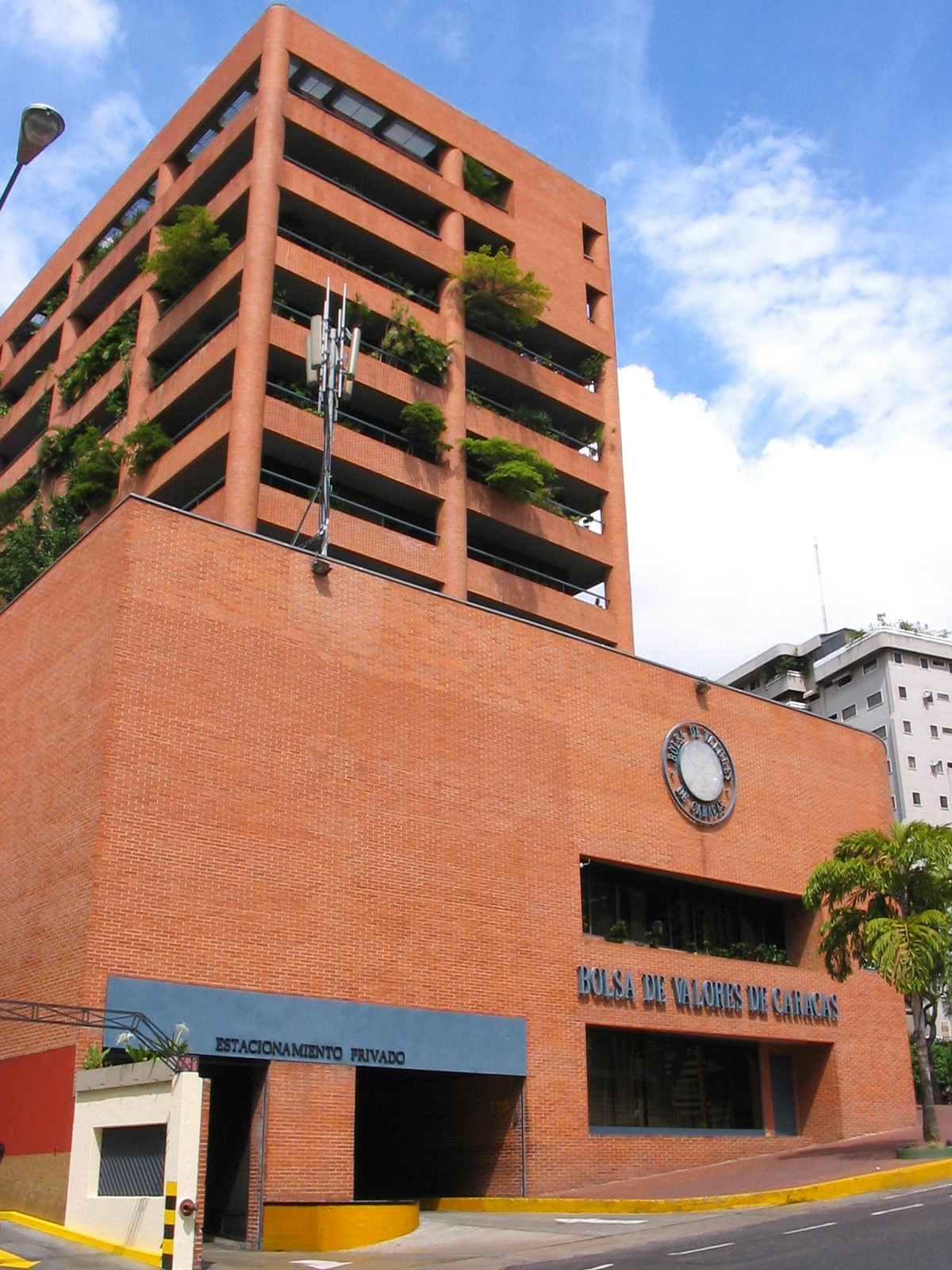
Bourse des valeurs, Caracas.

Le Venezuela est un pays en développement, classé 59e pour le produit intérieur brut par habitant par le FMI. Son économie est essentiellement tournée autour du pétrole et du gaz naturel, secteur qui représente 95 % des exportations et 25 % du PIB.
Le pays est un important producteur de pétrole et un membre fondateur de l'OPEP. Il est en sixième place au palmarès des producteurs de l'OPEP pendant la décennie 2010 derrière l'Arabie saoudite, l'Irak, l'Iran et les émirats mais aussi le Koweït.
Cependant, la production pétrolière s'est effondrée à partir de 2016, à la suite du renforcement des sanctions américaines, à tel point qu'elle était en avril 2019 de 830 000 barils par jour, soit un quart de ce qu'elle était en 2001. Les sanctions ont engendré 57,1 milliards de dollars de pertes financières pour la compagnie PDVSA entre 2015 et 2020.
Une partie de l'économie vénézuélienne dépend des envois de fonds.
Le Venezuela est entré dans le Mercosur, dont il est membre de plein droit. En 2016, sa production de pétrole était de 2,3 millions de barils par jour ce qui ferait de lui selon ces données le onzième plus grand producteur au monde. Selon l'OPEP, les réserves prouvées de pétrole atteignaient 296,50 milliards de barils en 2011, ce qui le fit accéder à la première place mondiale devant l'Arabie saoudite. Le pays possède une économie de marché.
Le Venezuela est la cinquième puissance économique latino-américaine quant au produit intérieur brut, après le Brésil, le Mexique, l'Argentine et la Colombie avec un PIB estimé à 367,5 milliards de dollars en 2013 selon la Banque Mondiale. Son classement est identique lorsqu'exprimé en parité de pouvoir d'achat. Cependant, selon le FMI, s'agissant du PIB par habitant, le Venezuela se situe à la 4e place d'Amérique du Sud avec 9 960 dollars par habitant en 2009.
Le RNB par habitant est de 12 550 dollars en 2013, soit au-dessus de la moyenne des pays d'Amérique latine et de la Caraïbes (9 314 dollars en 2013). Dans ce pays pétrolier, le carburant est fortement subventionné et coûte moins de 2 centimes d'euro le litre.
Malgré les exportations d'or noir, les comptes de l'État accusent un déficit important financés par la monétisation de la dette et induisant une très forte inflation. Les prix de certaines denrées de base sont fixés par l'État, ce qui explique, selon l'opposition et la plupart des économistes, la grave pénurie de lait, de sucre et d'œufs. Selon le gouvernement, cette pénurie est due à un rachat de ces denrées par des multinationales.
Caracas est le centre économique, financier et industriel du Venezuela. Le pays est faiblement industrialisé en dehors de la production pétrolière et importe la plupart de ses biens de consommation. L'industrie manufacturière est apparue dans le pays au cours du XXe siècle. Hormis le pétrole, le pays est un producteur d'acier, d'aluminium, de ciment et de pneus. L'industrie automobile est présente au Venezuela depuis les années 1960, avec l'usine d'assemblage de Valencia de la société américaine Ford qui y assemble entre autres la Ford Mustang. De plus, dans le secteur agricole, les terres sont exploitées seulement pour un peu plus de 40 % ce qui oblige le pays à importer environ 60 % de produits.
Il existe de très fortes inégalités sociales au Venezuela. Ainsi, près de 60 % des habitants de Caracas s'entassent dans des barrios (quartiers pauvres), alors que de 10 % à 20 % des Vénézuéliens n'auraient pas accès à l'eau potable et que, dans le même temps, le Venezuela est le pays ayant le plus de millionnaires en Amérique latine.
L'essence à la pompe est la moins chère du monde (au 10 décembre 2010, 1,2 centime d'euros le litre de super 95), largement subventionnée par l'État, en particulier depuis qu'une hausse importante des prix avait donné lieu à d'importantes émeutes au cours de ce qui fut nommé par la suite le Caracazo.
Depuis 2003, un strict contrôle des changes opéré par l'organisme public fixe le taux de change à 2 150 VEB (bolivares) pour un dollar américain (USD). En 2008, la monnaie locale est renommée bolivar fuerte (VEF) au taux de 1 bolivar fuerte pour 1 000 anciens bolivars. En 2010, une dévaluation augmente le taux de change à 4,3 VEF pour un USD afin de lutter contre le marché noir des devises. En parallèle, les conditions d'accès aux monnaies étrangères sont restreintes pour tous les acteurs de l'économie (étudiants, importateurs, voyageurs, etc.). Une nouvelle dévaluation a lieu en 2013 et en 2014, le président Maduro substitue au système existant un système d'accès aux devises sous forme d'enchères complexes qui ne suffit pas à satisfaire la demande croissante de la population pour les monnaies étrangères, stimulée par l'inflation galopante et le recours important aux importations pour tous types de produits. La difficulté d'accès aux devises rend difficile la sortie du territoire par les Vénézuéliens (qui ont droit d'échanger un maximum de 2 500 USD par an), d'autant que les compagnies aériennes étrangères, dans l'impossibilité de recouvrer leur créance vis-à-vis du gouvernement vénézuélien, réduisent leurs vols dans ce pays. En janvier 2015, le site Dolar Today (dont l'accès est interdit par le gouvernement vénézuélien) annonce un taux de change de 180 VEF pour un USD sur le marché noir, ce qui correspondrait à une dépréciation de près de 98 % de la valeur de la monnaie locale en douze ans. Le secteur privé détient 70 % de l’économie.
En dépit de ses nombreuses richesses naturelles, les Vénézuéliens doivent faire la queue pour obtenir la plupart des produits de base de consommation (sucre, huile, médicaments, papier toilette…) et l'État doit pratiquer le rationnement. Le gel des prix a engendré un important marché noir au sein du pays et avec les pays voisins comme la Colombie. En 2014, le pays avait la plus forte inflation mondiale (68 %). Avec l'effondrement des cours du pétrole la pauvreté augmente. L'inflation en 2018 a été de 130 060 % selon la banque centrale du Venezuela BCV (contre 1 000 000 % estimé par le FMI), après une inflation de 720 % en 2017 ; le PIB vénézuélien devrait baisser de 18 % en 2018 après une chute de 18 % en 2016. Selon les autorités colombiennes, 300 000 Vénézuéliens ont fui leur pays pour se réfugier en Colombie, qui a un temps fermé sa frontière. D'autres ont choisi Manaus, au Brésil, pour sa commodité d'accès. Pas moins de 50 000 personnes sont parties chercher refuge au Chili.
Le 5 août 2017, le Mercosur décide de suspendre le Venezuela pour une durée indéterminée en raison de ce qu'il qualifie de « violation de l'ordre constitutionnel ». En effet, l'élection d'une Assemblée constituante le 30 juillet 2017 dans un contexte de contestation et de violence incite de nombreux pays à ne pas reconnaître le nouveau parlement.
Les prévisions économiques mondiales de 2018 effectuées par The Economist font du Venezuela le pays dont le PIB a la plus faible croissance par rapport à l'année précédente avec une baisse de 11,9 %, ceci résultant de la mauvaise gestion du pays et de l'hyperinflation ainsi que de la dette publique qui en découlent.
Le 20 août 2018, le bolivar souverain (VES) remplace le bolivar fort (VEF) au taux de 1 bolivar souverain pour 100 000 bolivars forts.
L'inflation dépassait 1000000 % fin 2018 et le FMI la prévoit à dix fois plus fin 2019, alors qu'elle atteignait « seulement » 700 % fin 2017. Un dixième des 31 millions d'habitants ont fui le pays depuis l'avènement de Nicolás Maduro en 2013. Depuis sa création en août 2018, le bolivar souverain s'est déprécié de 90 %, ce qui fait que le salaire minimum est officiellement équivalent à trois dollars par mois. Le système public d'éducation et de santé, qui employait jadis 40 000 médecins cubains, s'est effondré, au point que la mortalité infantile est repartie à la hausse, cas quasi unique au monde. La production de pétrole de PDVSA, le monopole d'État fournissant la quasi-totalité des recettes en devises du pays, s'est effondrée à 700 000 barils par jour contre 2,3 millions en 2015. Le PIB a reculé de 40 % en quatre ans.
La banque centrale du Venezuela publie en mai 2019, pour la première fois depuis trois ans, des données qui confirment l'effondrement de l'économie : inflation de 130 060 % en 2018 après 274 % en 2016 et 863 % en 2017, baisse de 47,6 % du PIB entre 2013 et 2018, chute des exportations pétrolières de 85,6 milliards de dollars en 2013 à 29,8 milliards de dollars en 2018, chute de la production de pétrole de 3,2 millions de barils par jour en 2009 à 1,03 million de barils par jour en avril 2019.

## Démographie
Depuis l'accession d'Hugo Chávez au pouvoir en 1998, deux millions de personnes ont quitté le pays selon le quotidien espagnol El País. L'émigration est en augmentation depuis l'arrivée au pouvoir de Nicolás Maduro. En 2015, plus de cinq millions d'immigrants colombiens vivaient au Venezuela, le plus souvent pour fuir la violence du conflit armé dans leur pays. Selon le Haut Commissariat des Nations Unies pour les réfugiés, le Venezuela était alors le deuxième pays à accueillir le plus grand nombre de réfugiés dans le monde.
En 2017, près d'un million de Vénézuéliens ont quitté le pays en un an, fuyant la famine, la violence, la répression. On compte 600 000 exilés vers la Colombie, 119 000 vers le Chili, 57 000 en Argentine, 35 000 au Brésil et 26 000 au Pérou. En août 2018, le Pérou a décrété l'état d'urgence dans trois de ses provinces, après un nombre d'arrivées qui a atteint près de 4 200 personnes par jour.
En 2023, selon les chiffres officiels chiliens, sur les 1,7 million de migrants que compte le Chili, près de la moitié sont des Vénézuéliens chassés par la crise économique dans leur pays.
- IDH : 0,691, 120e mondial (2021)[6]
- Nombre d'habitants : 30 620 404 (2015)
- Densité de population : 33,4 hab./km2 (2015)
- Taux de fécondité : 2,32 enfants par femme (2016)

### Santé
- Espérance de vie : 74,08 ans (2012) ;
- Mortalité infantile : 20,62 pour 1 000 naissances (2012) ;
- Taux de mortalité : 5,20 décès pour 1 000 habitants (2012).

### Criminalité
En 2011, le Venezuela détenait le troisième taux de criminalité d'Amérique du Sud. Celle-ci s'est considérablement accrue depuis l'arrivée au pouvoir de Hugo Chávez (en 1999, « seulement (sic) 4 550 personnes avaient été tuées ») en comparaison de 19 336 en 2011. Ce fort accroissement de la criminalité résulterait également de l'augmentation de la population, qui passa de près de vingt-quatre millions de personnes en 1999 à près de trente millions en 2011. Pour faire face à cette situation, le gouvernement encouragea la formation de milices civiles armées chargées d’assister la police dans la lutte contre la criminalité.
Selon les chiffres publiés par le ministère de l'Intérieur en 2013, le nombre de meurtres commis en 2012 serait de 16 000 (92 % avec des armes à feu), ce qui représente un taux de 55,2 homicides pour 100 000 habitants. Le Venezuela se placerait ainsi au troisième rang mondial pour la criminalité après le Honduras et le Guatemala. Ces chiffres très élevés sont néanmoins contestés par l'organisation non gouvernementale Observatoire vénézuélien de la violence qui donne une estimation encore plus haute pour 2012 de 21 692 meurtres commis, soit un taux de 73 homicides pour 100 000 habitants. En 2011, Caracas serait la capitale la plus dangereuse dans le monde, avec 122 homicides pour 100 000 habitants.

### Religion
| Religion           | %  |
| ------------------ | -- |
| Catholicisme       | 73 |
| Protestantisme     | 17 |
| Sans religion      | 7  |
| Autres confessions | 3  |

## Politique
Historiquement, la politique vénézuélienne suit une tendance présidentielle et caudilliste. Le président définit et exécute les politiques intérieure et extérieure. Cette forme politique remonte au XIXe siècle, caractérisée par les différents régimes militaires du général José Antonio Páez, les frères Monagas, Juan Crisóstomo Falcón et Antonio Guzmán Blanco, président à plusieurs reprises. L'organisation du pays est souvent fragilisée par des conflits internes et des luttes de pouvoir.
Le début du XXe siècle est marqué par le régime militaire du général Juan Vicente Gómez qui gouverne directement ou non pendant 27 ans. Ce régime est suivi des deux quinquennats de transition républicaine à une forme de gouvernement plus démocratique avec Rómulo Betancourt et l'élection universelle de l'illustre Rómulo Gallegos, le plus grand romancier et représentant de la littérature vénézuélienne. À la suite d'un coup d'État qu'il subit après neuf mois au pouvoir, les militaires Carlos Delgado Chalbaud et Marcos Pérez Jiménez gouvernent entre 1948-1958 avec des politiques progressistes et répressives. Un bouleversement civil et militaire le 23 janvier 1958 redémarre la transition démocratique qui finit en bipartisme jusqu'au 5 décembre 1992 élection du président Rafael Caldera.
Chavez voulait conclure la transformation de son pays en 2021. En 2007, il propose une réforme de la constitution, qui prévoit notamment d'instaurer un État socialiste, de collectiviser l'économie, de censurer la presse en période de crise et de se présenter indéfiniment à l'élection présidentielle. En 2009, il réussit toutefois à faire adopter un amendement à la constitution.
L'actuelle constitution vénézuélienne est amplement inspirée par les principes et idées de Simón Bolívar. Elle a été approuvée par référendum le 15 décembre 1999 malgré une importante abstention (celle-ci étant sans doute expliquée par la plus grande catastrophe naturelle de l'histoire du pays, la tragédie de Vargas du 15 décembre 1999, au bilan très lourd).
La république, étant à la fois un État fédéral, est constituée en 23 entités politiques. Chaque État du Venezuela est dirigé par un gouverneur élu lors d'élections au suffrage universel, tous les quatre ans, à la différence du président qui lui l'est tous les six ans.
La révolution bolivarienne impulsée par Hugo Chávez et poursuivie par Nicolás Maduro a conduit certains critiques à qualifier le Venezuela de dictature ou de régime autoritaire à parti unique,. Le caractère souvent conflictuel des relations entre le gouvernement et l'opposition culmine avec une tentative de coup d'État en avril 2002 et à des manifestations de masse dans les années 2010.

### Médias et liberté de la presse

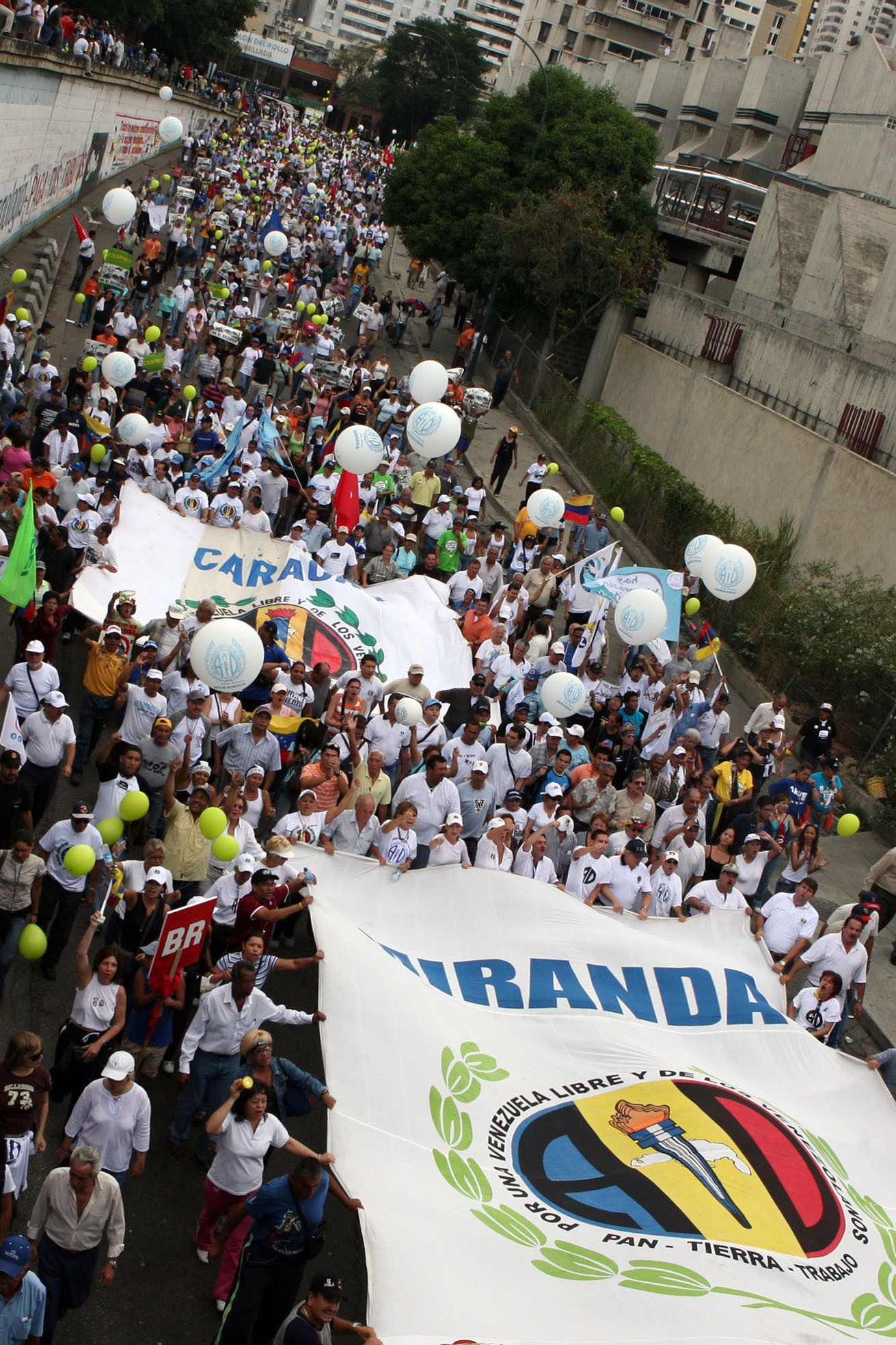
Manifestation de soutien à RCTV au Venezuela le 27 mai 2007.

En 2008, le Venezuela était classé 113e pays sur 173, par Reporters sans frontières (RSF), en matière de liberté de la presse. L'ONG Espacio Público a recensé l'année 2006, 106 atteintes à la liberté d'expression sans en indiquer la ou les origines. RSF pointe l'adoption de nouvelles lois en 2004 et 2005 contre différents types d'« offenses », notamment à la personne du président, et contre les appels à la violence, les jugeant « très restrictive[s] en matière de liberté d'expression » et affirmant qu'elles créent « un climat d’autocensure au sein des médias ».
En 2008, le ministre de la Communication déclare que toutes les communications doivent dépendre de l'État en tant que bien public.
Le 27 mai 2007, une minute avant minuit, la Radio Caracas Televisión a cessé d'émettre sur le réseau hertzien, la commission nationale des télécommunications ayant décidé de ne pas renouveler la concession hertzienne de cette chaîne en partie à cause de son soutien et de sa couverture du coup d'État de Pedro Carmona en 2002. Cependant, RCTV a continué d'émettre sur le réseau câblé et par satellite avec une audience potentielle restreinte au cinquième de la population jusqu'au 31 janvier 2010, date à laquelle elle a été retirée de la grille des programmes de l'opérateur pour non-respect de la loi sur la production nationale.
L'espace qu'occupait RCTV a été attribué à une nouvelle chaîne publique, TVes (Televisora Venezolana Social), dont, selon une étude de l'institut de recherches en communication (ininco) dirigé par le sociologue d'opposition favorable au coup d'État Oscar Lucien, 74 % des contenus relèveraient de la diffusion et de l'information socialiste. Depuis ce non-renouvellement, des manifestations, notamment étudiantes, ont eu lieu pour soutenir ou protester au sujet de cette décision.
Hugo Chavez a été accusé par Le Monde d'attaquer Globovisión, « dernière chaîne de télévision d'opposition » selon le journal, lorsque le président vénézuélien a accusé la chaîne d'inciter à son assassinat. Cette chaîne fait partie des médias privés qui ont explicitement soutenu le coup d'État de 2002.
La couverture médiatique occidentale sur l'affaire RCTV a été critiquée et qualifiée de « désinformation » par l'association de critique des médias Acrimed et Le Monde diplomatique en France ainsi qu'aux États-Unis par le FAIR rappelant notamment qu'une télévision occidentale ayant soutenu un coup d'État et ses instigateurs aurait sans doute dû faire face à des sanctions plus importantes que celles infligées à RCTV. D'autre part Salim Lamrani considère que l'affirmation d'une volonté d'hégémonie médiatique de la part de Chávez est discutable puisque entre 2000 et 2006 le nombre de chaînes privées a augmenté de 16 tandis que le nombre de chaînes publiques n'a augmenté que de 4. Toutefois, entre 2010 et 2015, une grande partie des médias sont devenus la propriété de proches du chavisme.
En 2018, le syndicat national des travailleurs de la presse dénonce la « persécution permanente » des médias, dans un pays où l'État contrôle l'unique société d'importation de papier, et le blocage de sites web par l'entreprise publique CANTV, principal fournisseur d'accès internet du pays. Selon l'association nationale des journalistes, les trois-quarts des journaux papiers ont disparu à cause du manque de papier en cinq ans et 40 stations radios ont fermé en 2017.
À partir de juin 2018, le réseau Tor, dont la popularité allait croissante du fait de la censure de sites d'information comme El Nacional et La Patilla, est bloqué.

### Corruption
En 2022, Transparency International (TNI) classe le Venezuela au 177e rang sur 180 pays pris en compte.

### Environnement
La Constitution de 1999 promulguée par Hugo Chávez prévoit la protection des espaces naturels et des cultures ancestrales. Théoriquement, les ethnies indigènes disposent d'un droit de regard sur les activités envisagées sur leurs territoires ; cela n'est pourtant que symbolique. En 2016, le président Nicolás Maduro signe ainsi un décret controversé créant une zone spéciale située au sud de l'Orénoque, permettant l'exploitation minière de l'or, afin de compenser la chute des revenus pétroliers du fait de la vétusté des installations d'extraction et des sanctions économiques américaines. Il crée l'Arco Minero de Orinoco (AMO) sans l'approbation de l'Assemblée nationale, en lui attribuant 12 % du territoire du pays – une superficie plus grande que le Portugal. L'augmentation de ces surfaces d'exploitation minière conduit à la déforestation de ces territoires, l'installation de mines illégales dans des parcs nationaux (notamment celui de Canaima, inscrit au patrimoine mondial de l'UNESCO) ou encore au développement des eaux stagnantes, qui favorisent la propagation des maladies (malaria, diphtérie, rougeole et tuberculose). Ces zones sont également les territoires ancestraux de divers peuples autochtones, dont les Pemóns, les Yanomami et les Yecuana. Cette décision du président Maduro est analysée comme un moyen de s'assurer la fidélité des forces armées, à qui a été confiée la zone, alors que son régime doit faire face à une crise politique qui dure.
L'ONG SOSOrinoco a révélé, par exemple, un énorme complexe d'exploitation minière illégale dans le parc national de Yapacana, qui est devenu un bastion de la guérilla colombienne. Yapacana est la plus grande zone d'exploitation minière illégale de tout le biome amazonien.
En 2022, le Venezuela a le taux de déforestation le plus rapide de l'écozone néotropique et le cinquième taux le plus rapide au monde, avec un total de 1,4 million d'hectares perdus entre 2016 et 2021.

## Culture

### Musique
La musique du Venezuela est influencée par ses origines espagnoles, amérindiennes et africaines. La culture autochtone est aujourd'hui présente dans la musique à travers certains instruments, entre autres le cameo, un tambour, et le fotuto, une sorte de trompette. La culture espagnole a permis l'introduction des instruments comme la guitare, les instruments à cordes, les vents et différents types de percussions (différents des tambours indiens) et de nombreux genres populaires, dont le galerón (en), le corrido et la guaracha. La musique de la région des Llanos (música llanera), que l'on retrouve dans d'autres pays hispano-américains est un exemple de musique née à l'époque de la colonie espagnole. Le merengue venezolano est aussi de grande transcendance nationale.
La musique populaire dite d'origine afro-antillaise (basée sur la musique populaire espagnole de la Renaissance et des rythmes comme les sevillanas) est reine dans le cœur de la plupart des Vénézuéliens. La salsa en général, le merengue dominicain, la bachata, la cumbia et la gaïta (typique de l'époque de noël) font danser et vibrer les gens de tous les âges dans l'ensemble du pays. Oscar D'León est sans contestation le plus reconnu des salseros vénézuéliens dans le monde.

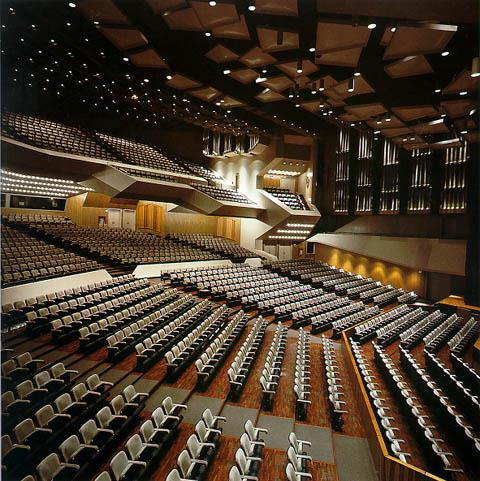
L'intérieur du théâtre Teresa-Carreño, qui dispose de quelque 2700 places.

L'instrument national par excellence est le « cuatro », similaire à la guitare, mais plus petit et doté de quatre cordes ; d'une très particulière sonorité, il est la base musicale de tous les « conjuntos criollos », petits orchestres créoles (du pays), appelés aussi « conjuntos de harpa, cuatro y maracas », qui accompagnent les chanteurs de joropo, de valses criollos, de jotas margariteñas, de gaïtas maracuchas (de Maracaibo), etc.
Depuis quelques années, le Venezuela a obtenu une notoriété mondiale grâce au système national d’orchestres symphoniques pour jeunes, avec plus de deux cent mille participants de tous les coins du pays et des quartiers les plus démunis ; ce système (El Sistema), fondé par Abreu, a démocratisé et popularisé l'amour pour la musique classique de tous les temps. Contrairement à une idée reçue, le système existe depuis la présidence de Carlos Andrés Pérez dans les années 1970 et non pas depuis l'époque d'Hugo Chavez. Au départ, le mouvement était un pur mouvement musical et n'était pas le fruit d'une récupération nationaliste et politisée comme à l'heure actuelle par le parti officiel. Aujourd'hui, un grand nombre de très jeunes virtuoses, chefs d'orchestre et musiciens sont très prisés dans les meilleures salles de concert du monde. Gustavo Dudamel est aujourd'hui le plus grand chef d'orchestre vénézuélien, reconnu dans tout le monde.
El Sistema se répand peu à peu, par exemple aux États-Unis dans la ville d'Atlanta où le bassoniste Dantès Rameau a lancé avec un succès fulgurant l'Atlanta Music Project, soutenu par la Municipalité, mais aussi par beaucoup de sponsors individuels et industriels (Coca Cola, AOL, etc.). Il est question également d'un essaimage en France (Toulouse).
Le célèbre violoniste français Jean-Luc Ponty a composé un morceau intitulé Caracas.

### Alimentation
La céréale la plus consommée est le riz. Vient ensuite le blé, utilisé pour le pain (y compris la baguette à la française, appelée canilla). La farine de maïs est particulièrement utilisée dans la arepa qui accompagne les plats (comme le pain) ou qui peut être fourrée. La Hallaca, est incontournable durant la période de Noël : il s'agit d'une pâte de maïs mélangée à de la viande en sauce avec des légumes cuite dans une feuille de bananier, dans le genre des tamales mexicains. Le pan de jamón est également un plat typique de Noël. Ce pain au jambon est préparé, cette fois-ci, avec de la farine de blé.
Le plat le plus courant est le pabellón criollo fait de viande de bœuf en lanières, de riz, de haricots noirs et de bananes frites.
Les desserts sont d'origine espagnole et dérivent de ceux préparés par les nonnes dans les couvents, comme le riz au lait ou le bienmesabe. Ce dernier a été adapté au pays en devenant un gâteau à la noix de coco.

### Sports
Le sport national est le baseball, historiquement très populaire au Venezuela. Cependant le football connaît un gros gain de popularité d'années en années, notamment grâce aux progrès[Lesquels ?] de l'équipe nationale, qui était traditionnellement le parent pauvre du football sud-américain (seul pays du continent à ne s'être jamais qualifié pour une phase finale de Coupe du Monde). L'organisation de la Copa América 2007 par le pays a également contribué à ce regain d'intêret pour le football. Il y a d'autres sports populaires d'origine autochtone tels que les bolas criollas ou le coleo.
En 2012, le Venezuela obtient la deuxième médaille d'or de son histoire aux Jeux olympiques d'été de 2012 avec Rubén Limardo, vainqueur en escrime du tournoi d'épée. Il succède à Francisco Rodríguez, titré en 1968 en boxe, catégorie poids mouche. La même année, Pastor Maldonado est le premier pilote de Formule 1 vénézuélien à remporter une course.
Johnny Cecotto fut Champion du monde de vitesse moto des catégories 350 cm3 (1975) et 750 cm3 (1978), et Vice-champion du monde 350 cm3 en 1976 et troisième du championnat du monde 500 cm3 en 1978. Il remporta également des courses automobile remportant cinq victoires en ETCC, et neuf en DTM. Il est le père de Johnny Cecotto Jr., également pilote automobile vénézuélien.

### Concours de beauté

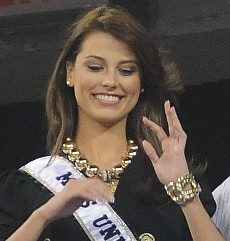
Stefanía Fernández, Miss Univers 2009.

Au Venezuela, les concours de beauté sont une véritable institution et un motif de fierté nationale. Les Miss du pays ont remporté de nombreux titres internationaux dont le plus connu, celui de Miss Univers, à sept reprises (2e derrière les États-Unis). Le Venezuela a gagné un tournoi du « Big Four (en) » (Miss Univers, Miss Monde, Miss International et Miss Terre) 23 fois, un record absolu (plus que les Philippines et le Brésil ensemble, les deux suivants).
C'est également le seul pays à avoir remporté le Miss Univers deux fois de suite, en 2008 et en 2009.
Les Vénézuéliennes se font inculquer, dès leur plus tendre enfance, l'idée que la beauté féminine est essentielle à la réussite sociale. Un titre de Miss permet d'entamer une carrière de comédienne, de mannequin ; il permet d'avoir une importante notoriété dans le pays. Des Miss ont pu entrer en politique ou dans le monde des affaires.